# Gorlice

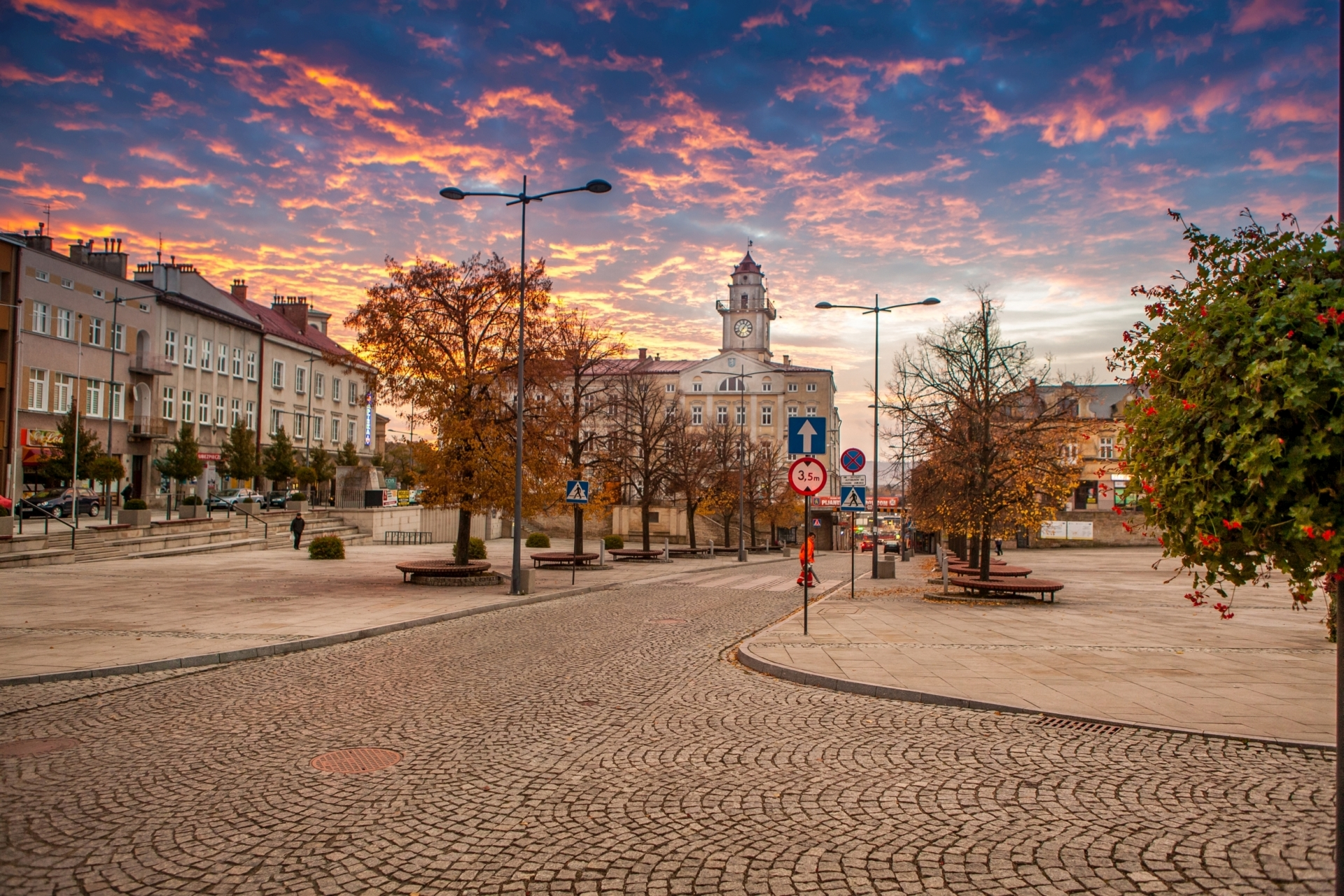
Gorlicki Rynek o poranku

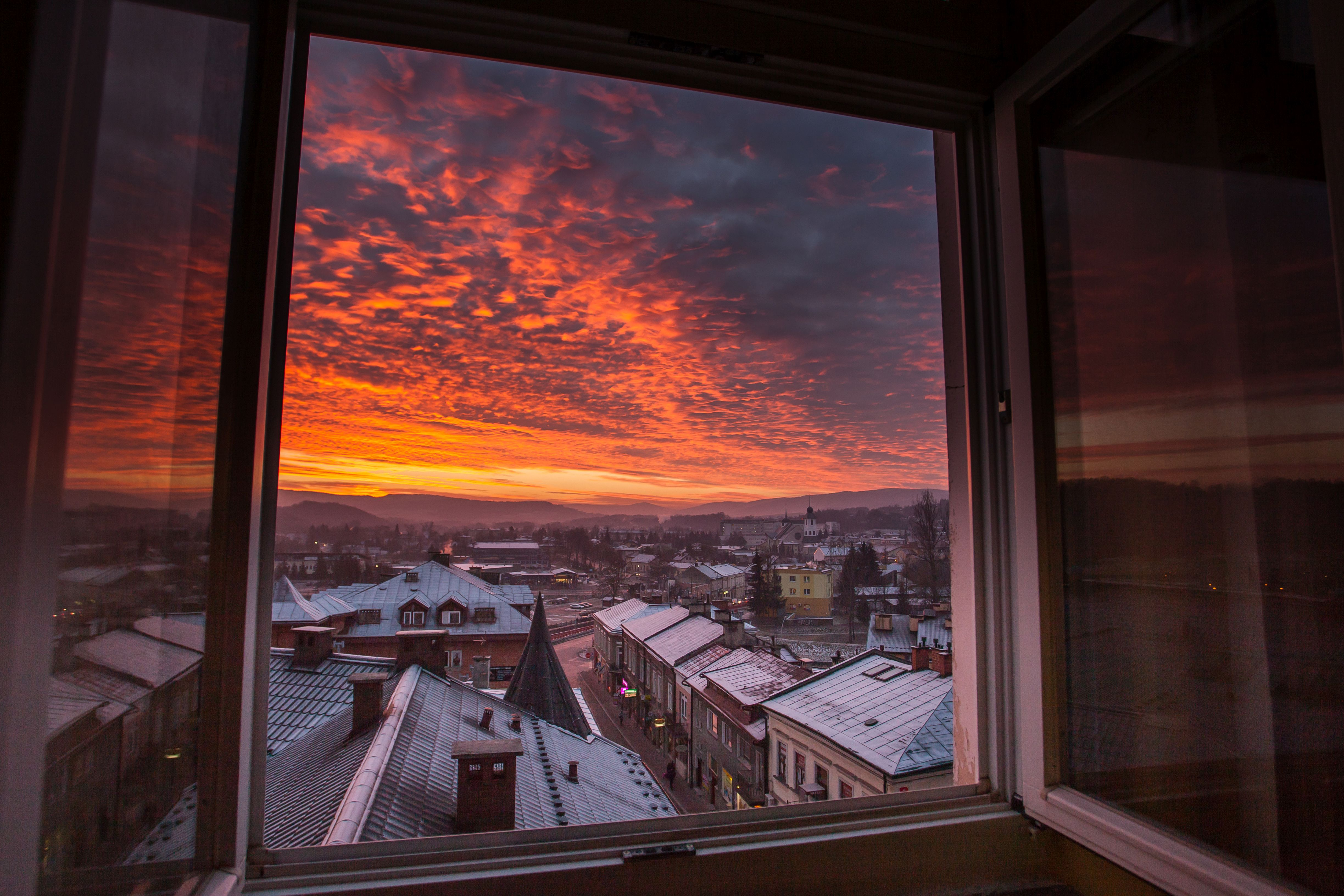
Widok na Gorlice z okna Ratusza

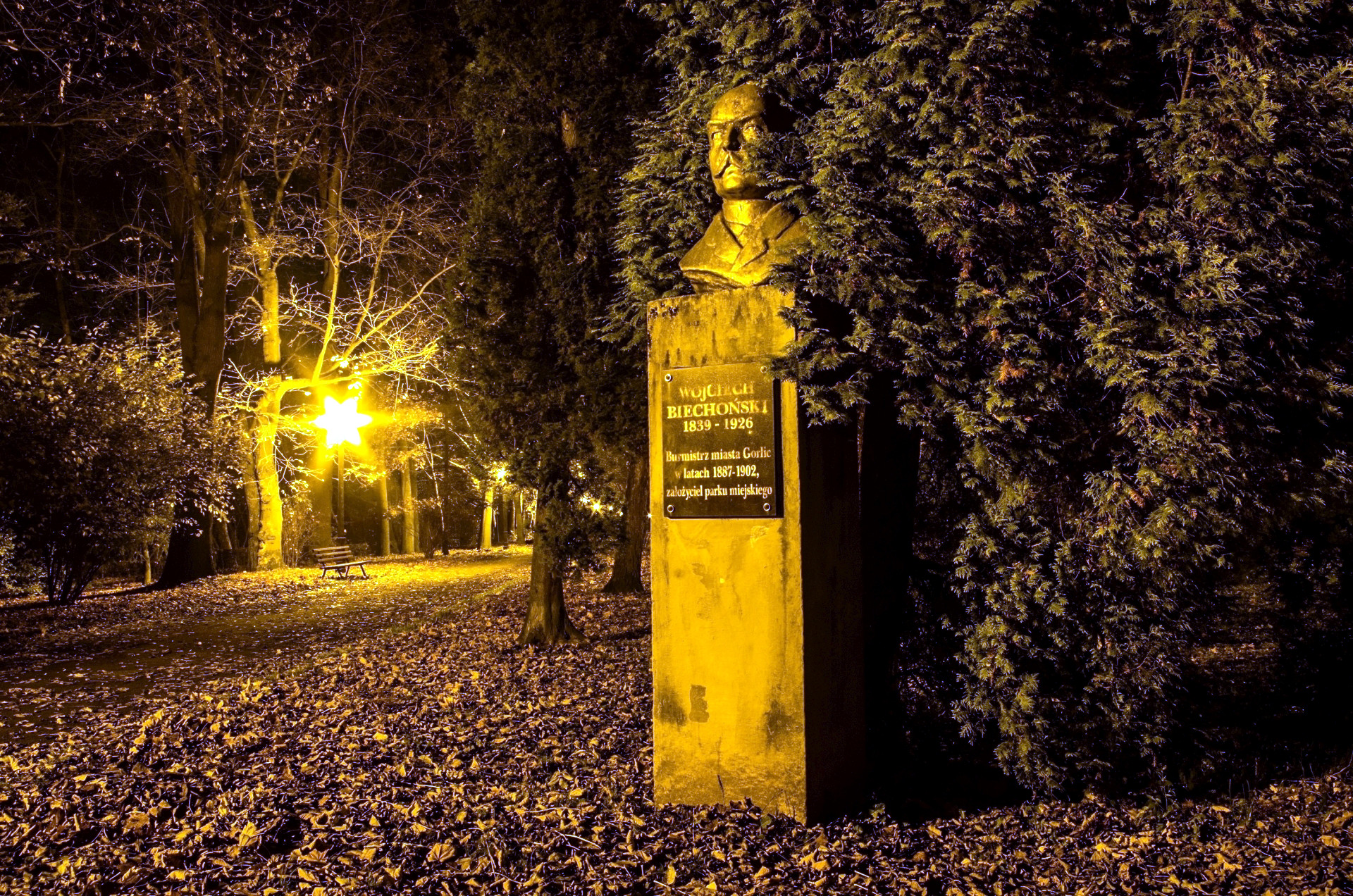
Park Miejski w Gorlicach nocą

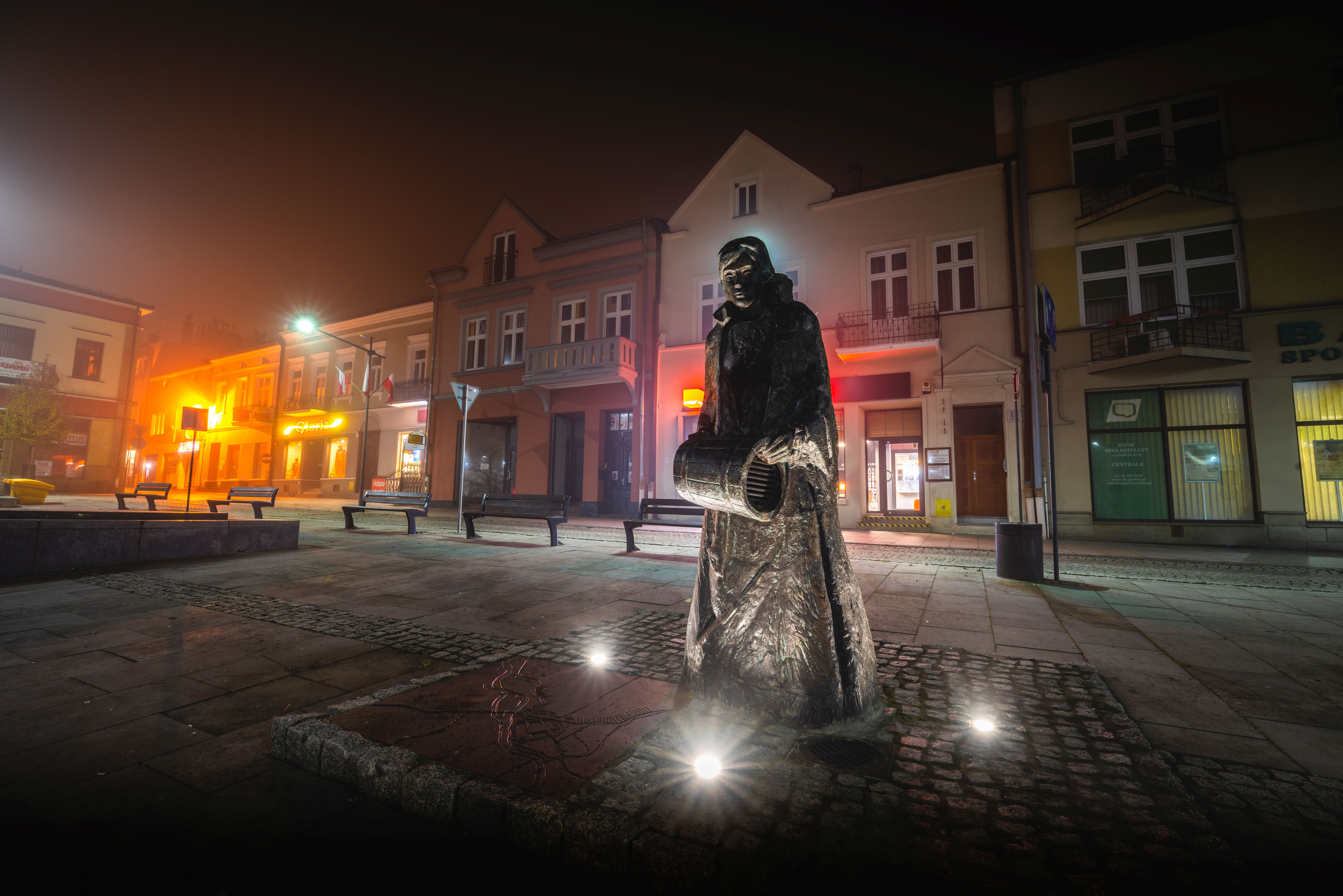
Pomnik Tereski na gorlickim Rynku

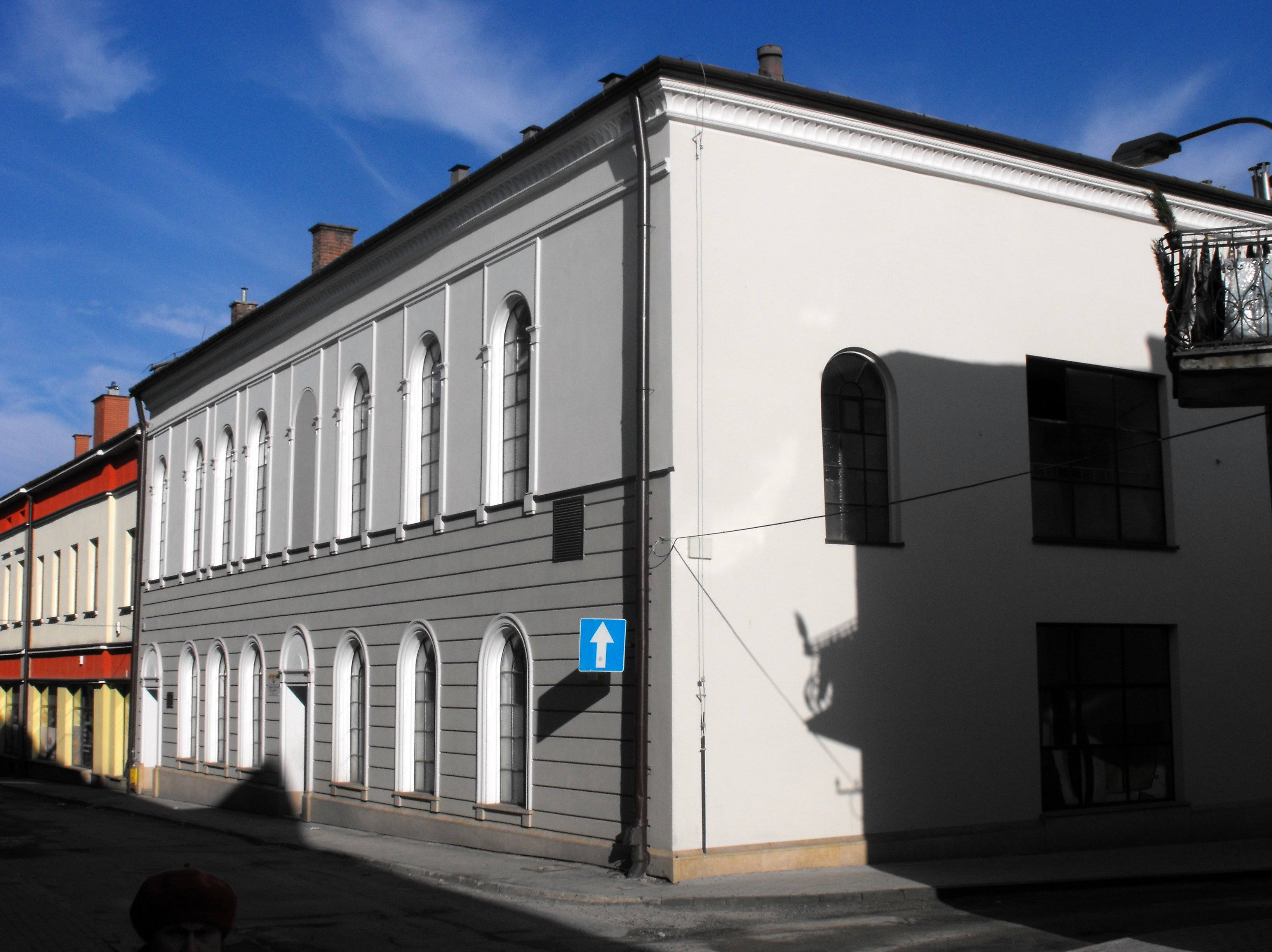
Była synagoga w Gorlicach, w XXI w. piekarnia

Gorlice (rusiń. Ґорлиці, trb. Gorłyci)  – miasto w województwie małopolskim, siedziba gminy wiejskiej Gorlice i powiatu gorlickiego.

## Toponimia
Etymologia nazwy miasta jest niejasna. Próby jej ustalenia podjął Józef Barut w swym opracowaniu monograficznym na temat Gorlic. Najstarsza nazwa odnotowana przez Jana Długosza brzmi Gardlicza. Marcin Kromer w swej kronice nazywa miasto Gorlicza i łączy jej powstanie z osadnikami ze Zgorzelca (niem. Görlitz). Większość późniejszych źródeł powiela tę wersję, ale pojawiają się też opinie, że nazwa jest miejscowego pochodzenia, a nie została zapożyczona przez osadników. W zachowanych w Archiwum Miejskim w Gorlicach wyciągach z ksiąg ziemskich i grodzkich bieckich, sądeckich i czchowskich od 1401 roku nazwa Gorlicza przeważa liczebnie nad nazwą Gorlice. Powołując się na teksty Wacława Potockiego, Józef Barut sugeruje, że pierwotnie nazwa była rodzaju żeńskiego podobną do nazw okolicznych miejscowości (Ropica, Moszczenica, Nowica, Banica, Osobnica). Uległa ona później zwielokrotnieniu, dając dzisiejszą nazwę Gorlice. W nazewnictwie rusińsko-łemkowskim nazwa Gorlic to Ґорлиці - Horłycia, czyli ‘gardło’.

## Geografia

### Położenie
Pod względem historycznym Gorlice położone są w Małopolsce, na wschodnim skraju dawnej ziemi krakowskiej. Miasto leży w dolinie Ropy i jej dopływu Sękówki, na północnej granicy Beskidu Niskiego. Przyległą zachodnią część Beskidu Niskiego powszechnie nazywa się Beskidem Gorlickim. Najwyższy szczyt Gorlic stanowi wzgórze nazywane Łysą Górą (441 m n.p.m.).

### Środowisko naturalne
Miasto Gorlice zajmuje obszar 23,56 km² (2002), w tym:
- użytki rolne: 61%
- użytki leśne: 10%

Miasto stanowi 2,44% powierzchni powiatu.

### Demografia
Gorlice pod względem liczby ludności są 169. miastem w Polsce, 10. w województwie małopolskim. Liczba mieszkańców miasta systematycznie spada. Ma to związek z ujemnym przyrostem naturalnym oraz ujemnym saldem migracji na pobyt stały. Według danych GUS 31 grudnia 2024 roku miasto liczyło 25 166 mieszkańców.
Dane z 31 grudnia 2024:
| Opis                              | Ogółem | Ogółem | Kobiety | Kobiety | Mężczyźni | Mężczyźni |
| --------------------------------- | ------ | ------ | ------- | ------- | --------- | --------- |
| Jednostka                         | osób   | %      | osób    | %       | osób      | %         |
| Populacja                         | 25 166 | 100    | 13 177  | 52      | 11 989    | 48        |
| Gęstość zaludnienia [mieszk./km²] | 1068   | 1068   | 559     | 559     | 509       | 509       |

## Historia
Data powstania miasta jest niepewna. Marcin Kromer podaje rok 1355. Prawdopodobnie miasto początkowo osadzone było na prawie polskim, w 1417 roku zostało przeniesione na prawo niemieckie. Według kronik Marcina Kromera z 1354 roku Dersław I Karwacjan otrzymał od króla Kazimierza Wielkiego przywilej utworzenia miasta Gorlic u zbiegu rzek Ropy i Sękówki. Zgodnie z zapiskami zawartymi w tych kronikach pierwsi osadnicy przybyli z miasta Görlitz na Łużycach. W drugiej połowie XVI w. dziedzicami Gorlic została rodzina Pieniążków herbu Odrowąż. W 1625 roku połowę miasta wykupiła rodzina Rylskich będących w czasie Potopu po stronie najeźdźcy, natomiast Pieniążkowie byli stronnikami króla Jana Kazimierza. Pod władaniem Pieniążków i Rylskich Gorlice były jednym z ważnych ośrodków kalwinizmu w Polsce. Gorlice szybko stało się ośrodkiem rzemieślniczo-handlowym, w 1659 roku uzyskały prawo składu.
W XIX w. region gorlicki stał się kolebką przemysłu naftowego. W latach 1853–1858 pracownię miał Ignacy Łukasiewicz, farmaceuta, konstruktor lampy naftowej, ojciec przemysłu naftowego. W 1895 roku założyciele spółki „Bergheim i Mac Garvey”, Kanadyjczyk William Henry Mac Garvey i austriacki bankier Johan Bergheim uzyskali koncesję na założenie Galicyjskiego Karpackiego Naftowego Towarzystwa Akcyjnego z siedzibą w Gliniku Mariampolskim, a ich zakład zaczął funkcjonować jako samodzielna Fabryka Maszyn i Narzędzi Wiertniczych w Gliniku Mariampolskim.

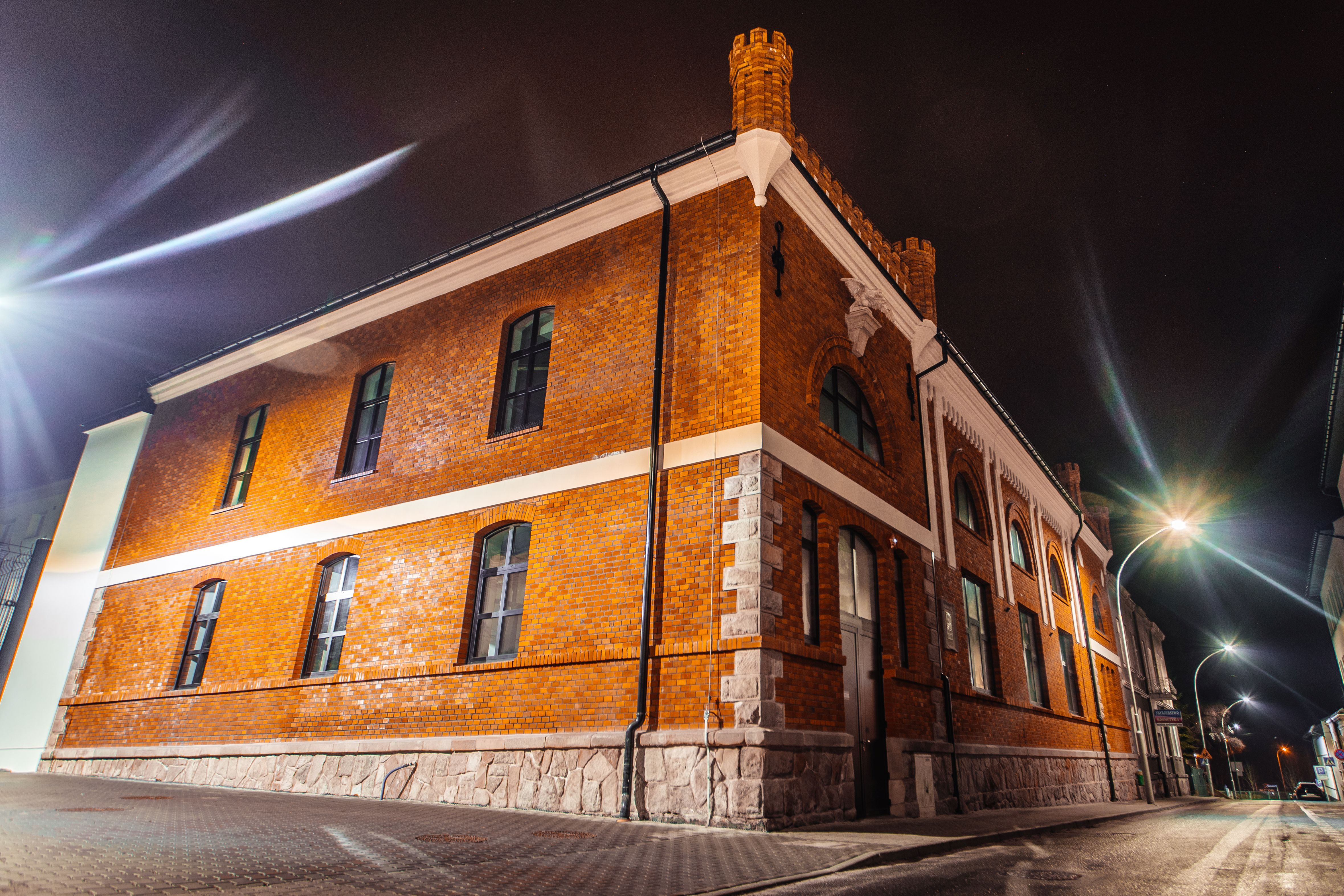
Budynek gorlickiego „Sokoła”

W 1865 roku miasto stało się siedzibą powiatu gorlickiego. Od tego czasu wyraźnie widoczny staje się proces rozwoju miasta, przejawiający się m.in. założeniem z inicjatywy burmistrza Wojciecha Biechońskiego Parku Miejskiego (1899–1900)), powstaniem szpitala i pierwszych szkół średnich – Seminarium Nauczycielskiego dla dziewcząt (1904) i gimnazjum (1906). W 1892 roku powstało Polskie Towarzystwo Gimnastyczne „Sokół” ze zebranych funduszy w 1906 wybudowano przy ulicy Władysława Jagiełły gmach z dużą salą ze sceną, gdzie prowadzono ćwiczenia gimnastyczne, urządzano zebrania i przedstawienia. „Sokół” posiadał także bibliotekę z czytelnią, propagował rozwój kulturalny oraz aktywność fizyczną w różnych dyscyplinach sportowych. Rozwój miasta przerwała I wojna światowa. Po wielkiej bitwie pod Gorlicami 2 maja 1915 roku, został przerwany front rosyjski. Jednak na skutek samej bitwy, a także trwających 126 dni poprzedzających ją walk pozycyjnych, zniszczeniu uległa większość zabudowy Gorlic. W okresie międzywojennym Gorlice należały do województwa krakowskiego.

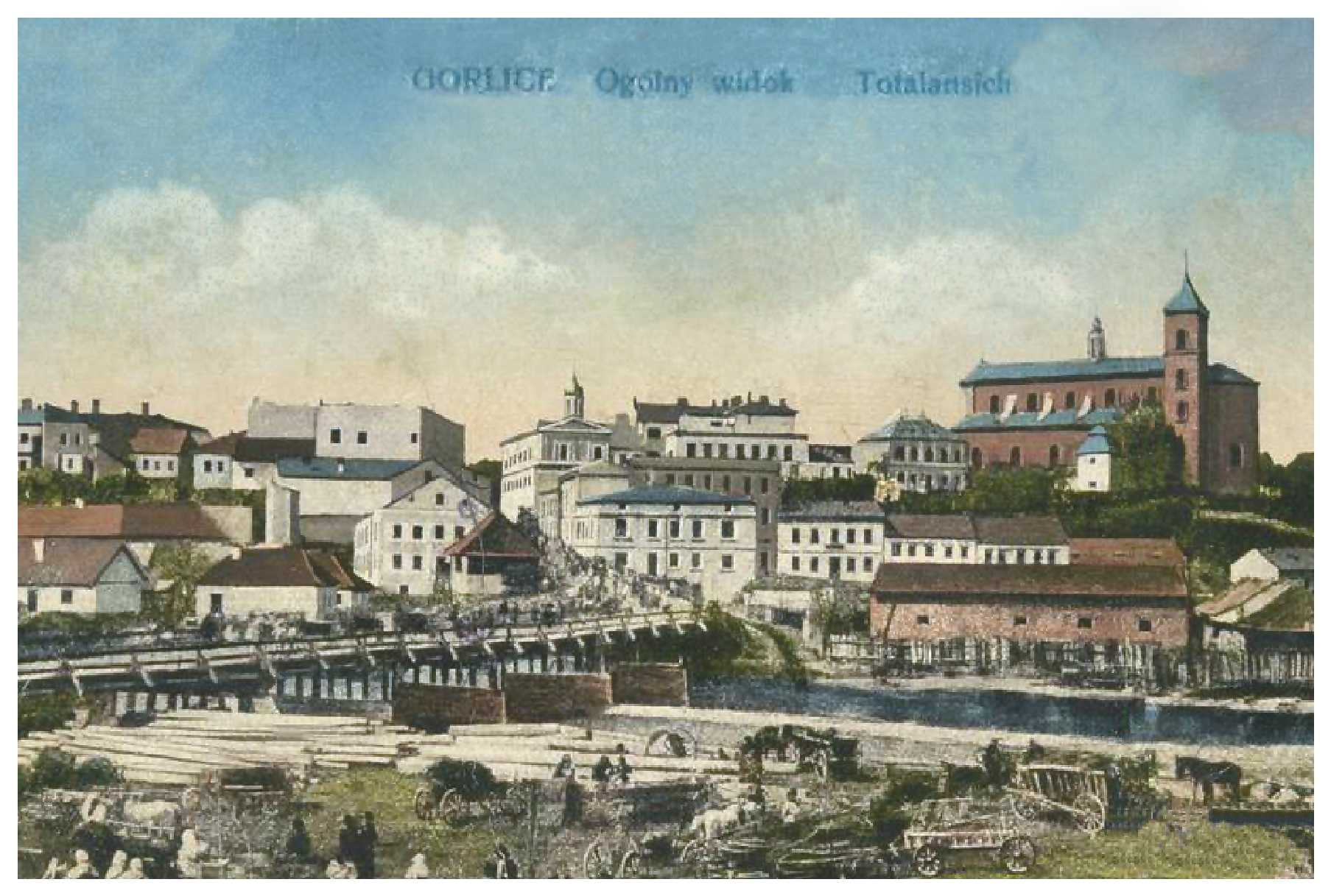
Ogólny widok Gorlic od strony Zawodzia przed I wojną światową

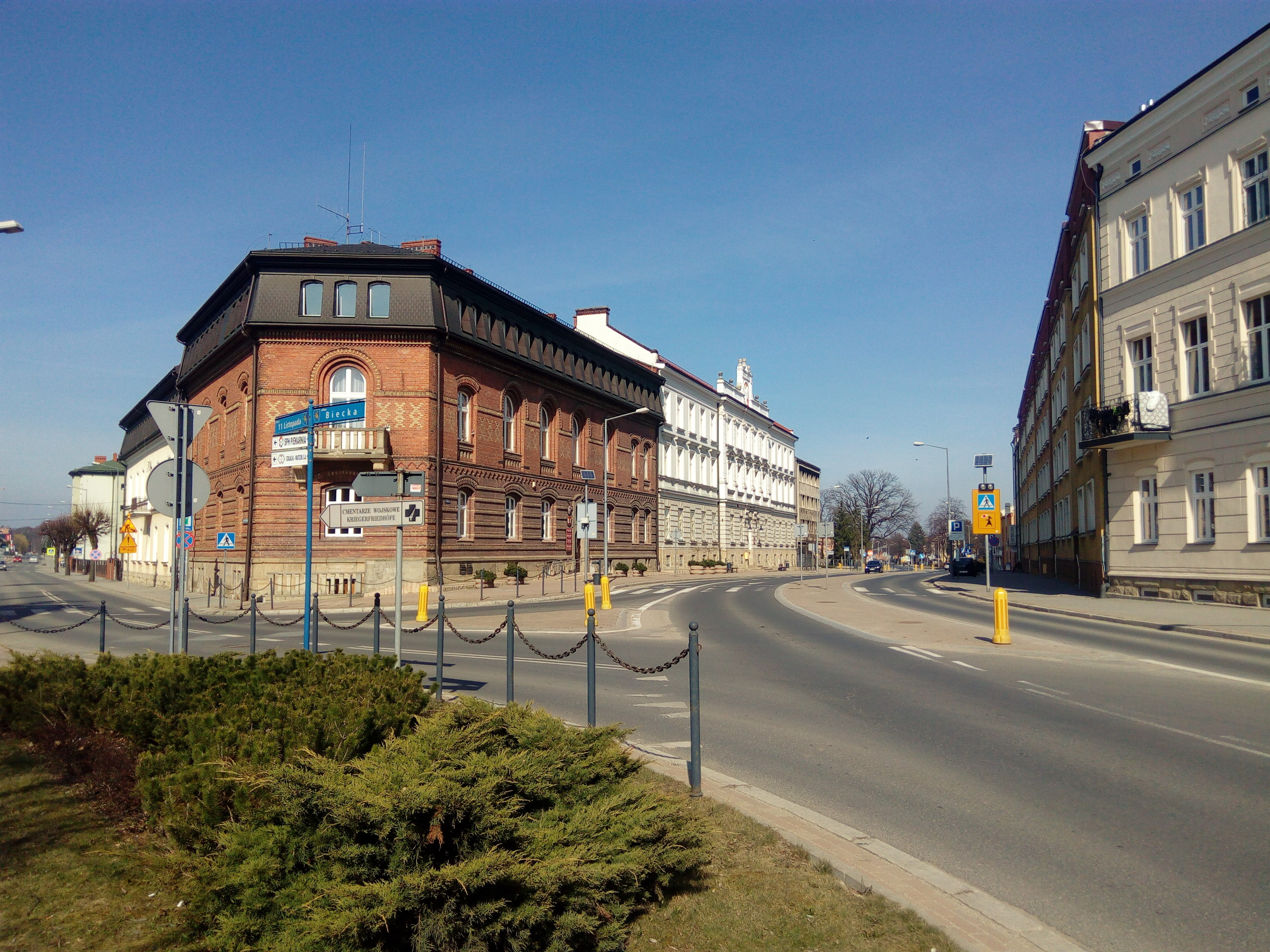
Architektura przełomu XIX i XX wieku – starostwo powiatowe i sąd rejonowy

7 września 1939 roku na obszar powiatu gorlickiego wkroczyły wojska niemieckie. Burmistrzem Gorlic został w tym czasie Andrzej Kwaskowski, aktywny członek ruchu oporu. Mieszkańcy Gorlic zostali dotknięci różnymi formami represji ze strony okupanta. Już 21 sierpnia 1940 roku zorganizowana została pierwsza uliczna łapanka w której zostało aresztowanych 60 mieszkańców miasta, wywiezionych następnie do obozu koncentracyjnego w Oświęcimiu. W 1942 roku zatrzymano, a następnie wywieziono do III Rzeszy uczniów byłego gimnazjum. Tragiczny los spotkał gorlickich Żydów. Byli oni wywożeni do obozów koncentracyjnych drogą kolejową. W październiku 1941 roku zostało utworzone getto, które zlikwidowane ostatecznie zostało w sierpniu 1942 roku. Mieszkańcy angażowali się w zbrojny opór przeciwko hitlerowskiemu okupantowi. W 1939 roku utworzono obwód Gorlice Związku Walki Zbrojnej, natomiast w 1942 powstał Sztab Obwodu AK Gorlice. Na terenie działały również Bataliony Chłopskie. Równocześnie odbywały się Tajne komplety. 28 kwietnia 1942 roku hitlerowcy dokonali aresztowań działaczy podziemnych lewicowych organizacji (PPR i PPS), których wywieziono do obozów koncentracyjnych (w 1962 roku na ul. Waryńskiego 100 odsłonięto tablicę upamiętniającą ten fakt). 16 stycznia 1945 roku miasto zostało zdobyte przez jednostki IV Frontu Ukraińskiego (w 1965 roku na budynku Urzędu Miasta odsłonięto tablicę upamiętniającą ten fakt). W bezpośrednich walkach o miasto zginęło 60 czerwonoarmistów.

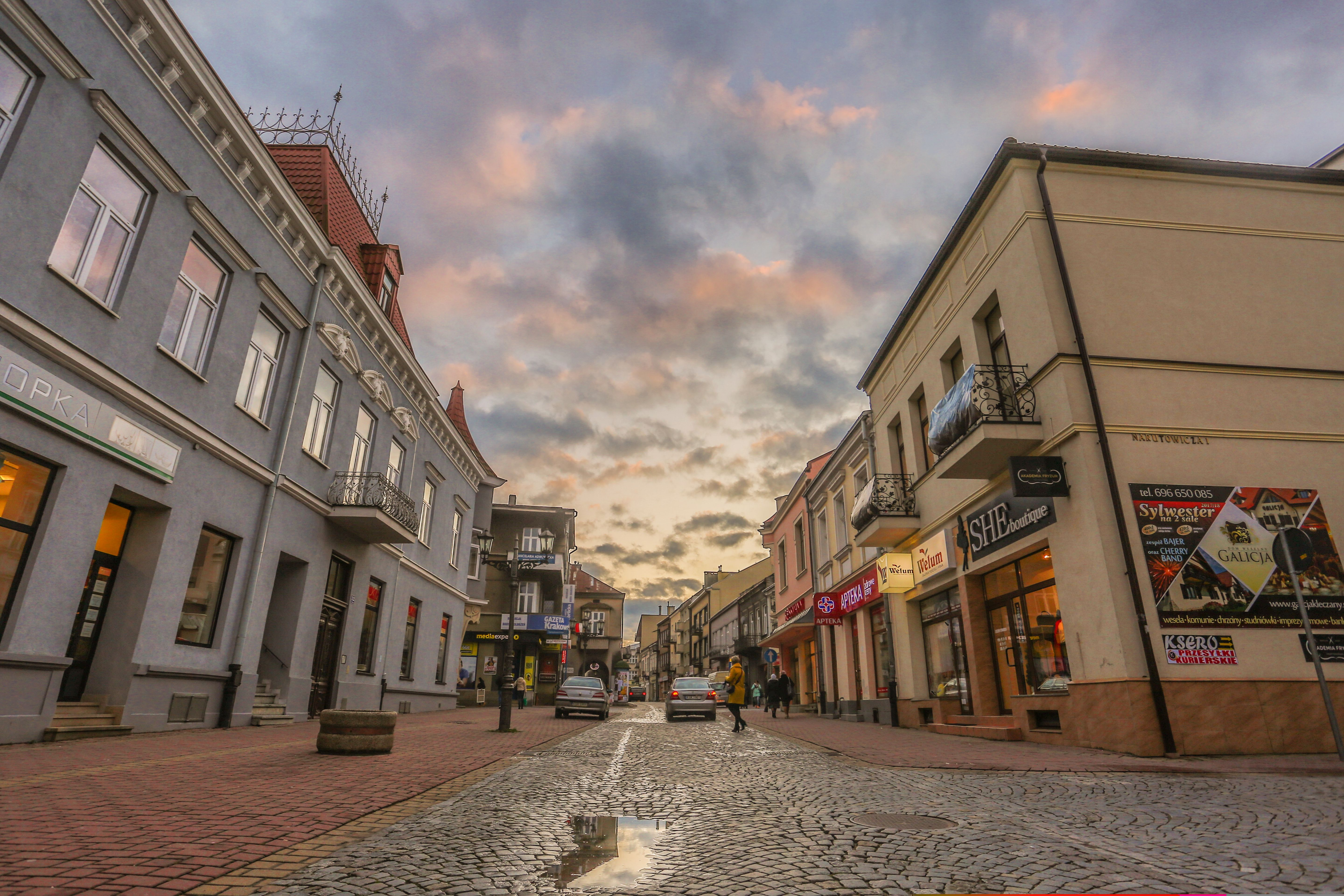
Promenada - ul. 3 Maja

Po zakończeniu II wojny światowej Gorlice weszły w skład nowo utworzonego województwa rzeszowskiego. Powstały Zakłady Maszyn Wiertniczych i Górniczych „Glinik”, Gorlickie Zakłady Przemysłu Drzewnego, Zakłady Materiałów Izolacyjnych i Ceramiki Budowlanej. W 1965 roku przy Zakładowym Domu Kultury „Górnik” powstał Regionalny Zespół Taneczny „Pogórzanie”. W latach 1975–1998 miasto należało do województwa nowosądeckiego.

## Zabytki

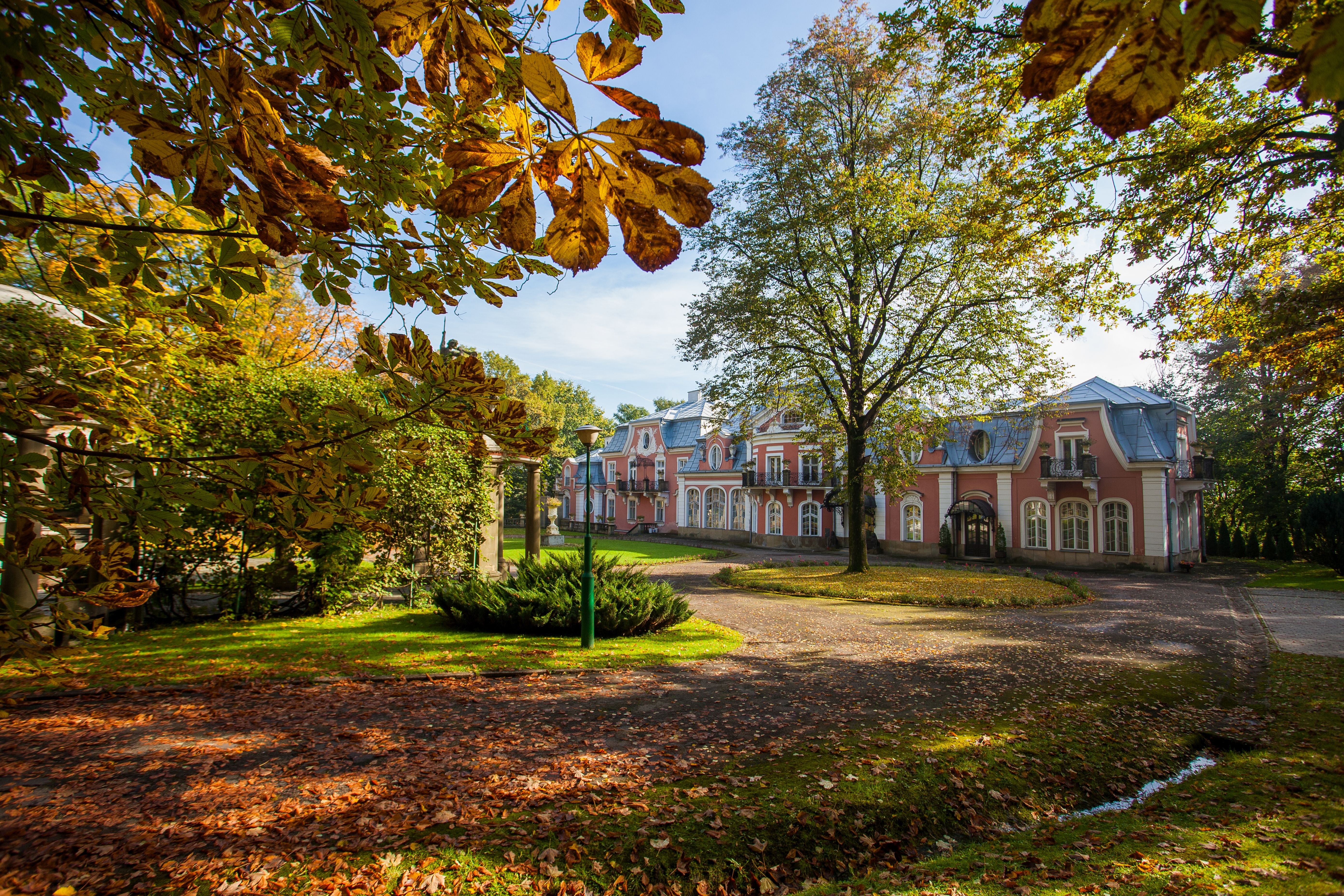
Pałac Długoszów

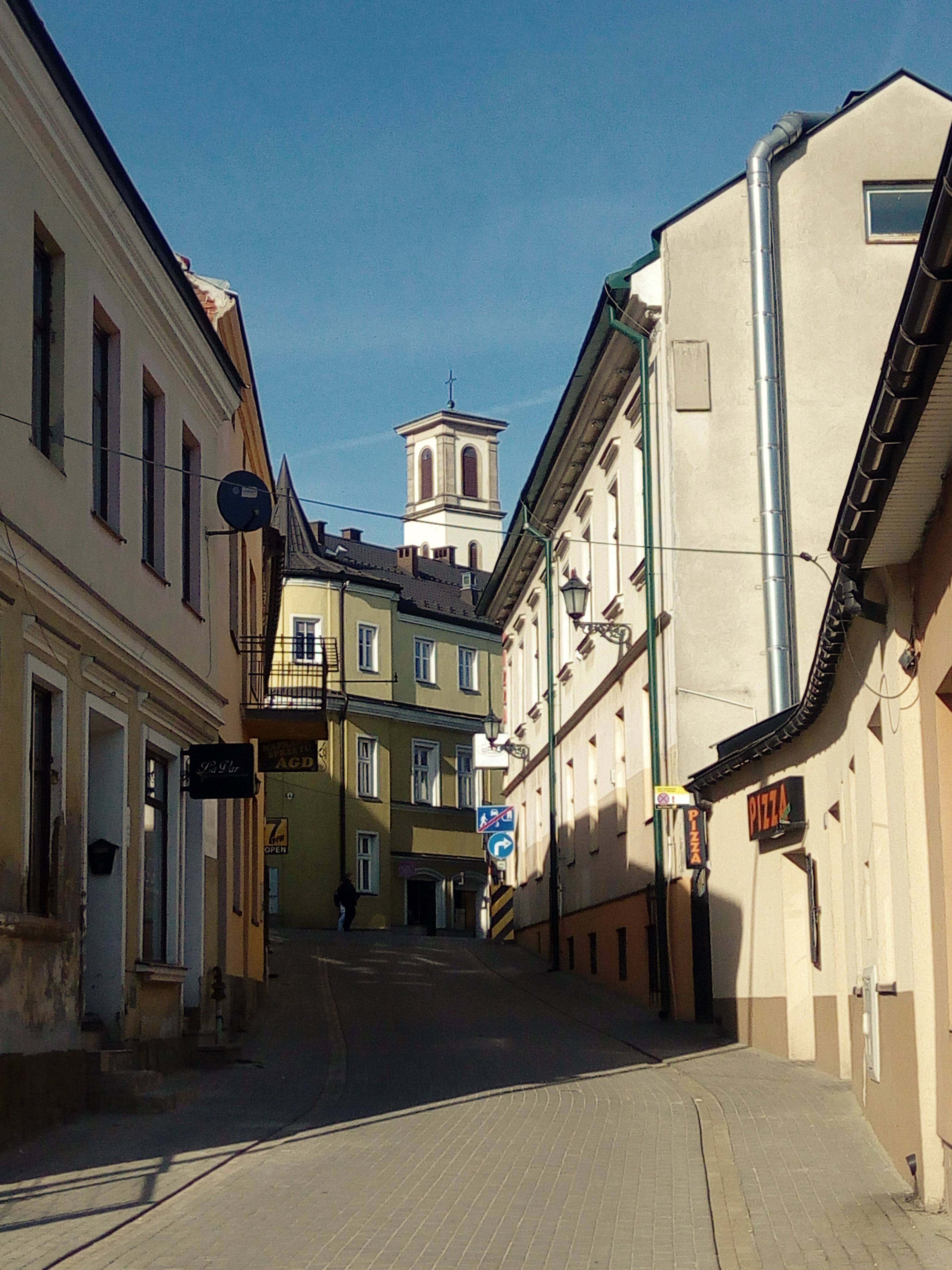
Ulica Garbarska w historycznym centrum miasta

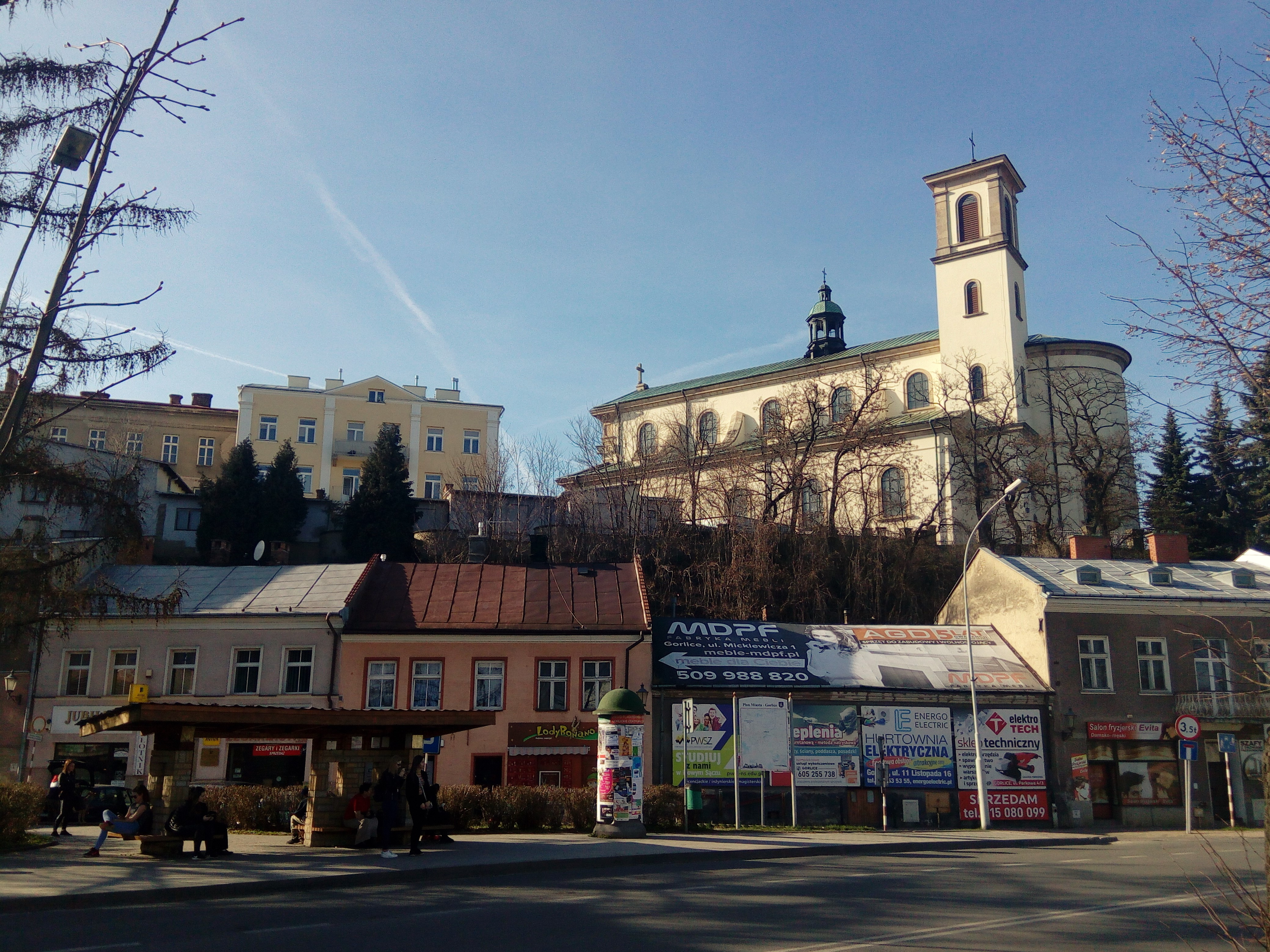
Widok na bazylikę z ulicy Legionów

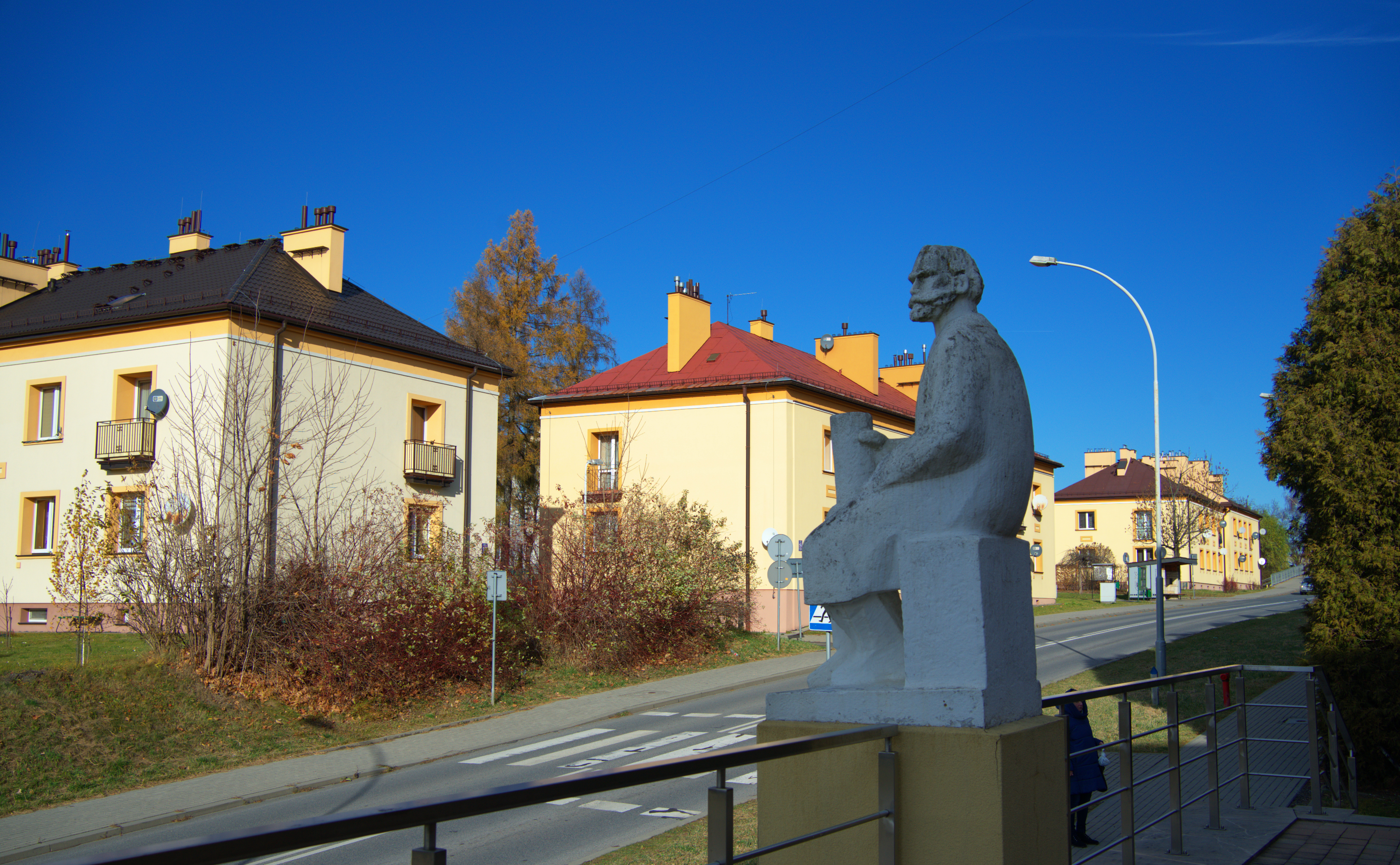
Osiedle Górne

Obiekty wpisane do rejestru zabytków nieruchomych województwa małopolskiego

- synagoga, ob. piekarnia, ul. Piekarska 3,
- kapliczka Jezusa Frasobliwego, ul. Węgierska, 1850,
- cmentarz parafialny, ul. Karwacjanów,
  - kaplica Miłkowskich, 1907,
  - kaplica Potockich, 1920,
  - ogrodzenie,
- cmentarz żydowski,
- cmentarz wojenny nr 87 z I wojny światowej „Nowodwór”,
- cmentarz wojenny nr 88 z I wojny światowej „Sokół”,
- cmentarz wojenny nr 91 z I wojny światowej „Korczak”,
- cmentarz wojenny nr 92 z I wojny światowej „Stróżówka”,
- cmentarz wojenny nr 98 z I wojny światowej „Glinik”,
- park miejski,
- dwór Karwacjanów,
- dom „Sklarczykówka”, ul. Legionów 13,
- dom drewniany z lat 1918–1919, ul. Ogrodowa 1 (przeniesiony do skansenu w Szymbarku)
- dom, Rynek 6, 7,
- dom, ul. Wąska 11,
- zespół pałacowy Siary, ul. Węgierska 135,
  - pałac,
  - kordegarda,
  - brama,
  - oranżeria,
  - pergola,
  - fontanna,
  - park z zespołem rzeźb i wazonów,
  - park leśny.

## Administracja

### Burmistrzowie Gorlic
- Marcin Piąkosz (1523)
- Sebastian Kamieński (1657)
- Stanisław Kuligowicz (1715)
- Pafnucy Kleszczyński (1783)
- Stanisław Turski (1784)
- Johan Podgórski (1837–1837)
- Franz Jonatsch 1841
- Eduard Nowosielski (1847–1854)
- Józef Odrowąż Pieniążek 1865
- Antoni Radler 1868
- Jan Kapuściński (1873–1877)
- Czesław Sieczkowski 1880
- Walery Rogawski (1882–1886)
- Eugeniusz Neuman 1887
- Wojciech Biechoński (1887–1902)[20]
- Józef Radomski (1903–1905)
- Emil Wolniewicz 1907
- Stefan Meus (1908–1910)
- Feliks Tarczyński (1910–1916)
- ks. Bronisław Swieykowski (1914–1918)
- Kazimierz Murdziński (1919–1934)
- Andrzej Kwaskowski (1934–1944)
- Wacław Baranowski 1945
- Teofil Kozłowski (24.05.1945–1948) (PPS)
- Leon Samsonowicz 1949
- Leopold Ludwin (1950–1954)
- Michał Ligarski (1955–1956)
- Julia Jaworska (1956–1957)
- Edward Szewczyk (1957–1975)
- Józef Forczek (1975–1976)
- Henryk Basista (1976–1982)
- Tomasz Mierzwiński (1982–1983)
- Eugeniusz Bohatkiewicz (1983–1985)
- Mieczysław Gniadek (1986–1990)
- Krzysztof Gomoła (1990–1992)
- Stanisław Szura (1992–1998)
- Józef Abram (1998–2002)
- Kazimierz Sterkowicz (2002–2010)
- Witold Kochan (2010–2014)
- Rafał Kukla (od 2014)

### Podział administracyjny
Gorlice składają się z 12 osiedli, które są jednostkami pomocniczymi gminy.
- Osiedle nr 1 Starówka
- Osiedle nr 2 Magdalena
- Osiedle nr 3 Kromera
- Osiedle nr 4 Mariampol
- Osiedle nr 5 Młodych
- Osiedle nr 6 Zawodzie
- Osiedle nr 7 Sokół
- Osiedle nr 8 Korczak
- Osiedle nr 9 Górne
- Osiedle nr 10 Skrzyńskich
- Osiedle nr 11 Łysogórskie
- Osiedle nr 12 Krasińskiego

## Gospodarka
Miasto jest ośrodkiem przemysłu naftowego, maszynowego i drzewnego. W Gorlicach mieści się obszar przemysłowy podlegający Specjalnej Strefie Ekonomicznej Euro-park Mielec. W mieście od 1870 roku funkcjonuje Bank Spółdzielczy w Gorlicach.
Przedsiębiorstwa w Gorlicach, których obrót roczny wynosi powyżej 25 milionów złotych:
- Grupa Kapitałowa „Glinik” S.A.[22]
- Przedsiębiorstwo Materiałów Izolacyjnych „Matizol” S.A. (wchodzi w skład Grupy Selena)
- FOREST Gorlice sp. z o.o. – wyrób użytkowych przedmiotów drewnianych, przede wszystkim wieszaków[23]
- SEVERT Polska Sp. z o.o. –  obróbka metali oraz obróbką-skrawaniem CNC[24]
- Gór-Stal sp. z o.o. – produkcja płyt warstwowych oraz paneli termoizolacyjnych[25]
- TLC Architectural Metalwork –  produkcja schodów i platform stalowych[26]
- Saint-Gobain Adfors Polska – produkcja oraz sprzedaż tkanin i dzianin z włókna szklanego dla budownictwa

## Transport

### Drogi krajowe i wojewódzkie
- Droga krajowa nr 28: Zator – Wadowice – Nowy Sącz – Gorlice – Biecz – Jasło – Krosno – Sanok – Medyka.
- Droga wojewódzka nr 977: Tarnów – Gromnik – Gorlice – Konieczna.
- Droga wojewódzka nr 993: Gorlice – Folusz – Nowy Żmigród – Dukla.
- Droga wojewódzka nr 979: Gorlice – Moszczenica.

### Koleje
Linie kolejowe:

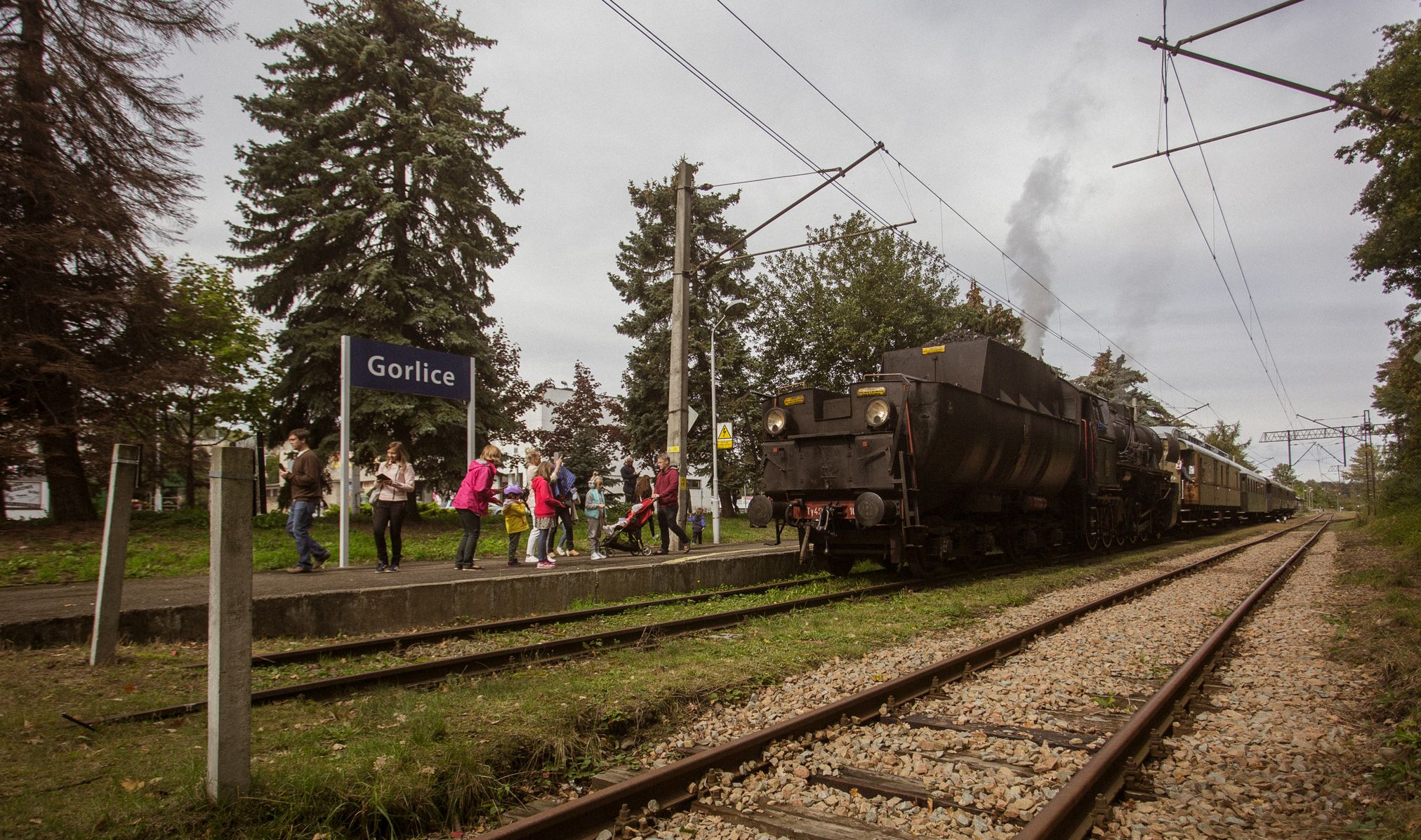
Stacja kolejowa Gorlice

- Linia kolejowa nr 108: Stróże – Krościenko
- Linia kolejowa nr 110: Gorlice Zagórzany – Gorlice, w całości położona na terenie miasta

Stacje kolejowe:
- Gorlice Zagórzany
- Gorlice
- Gorlice Glinik

### Komunikacja miejska
Zadania z zakresu zbiorowego transportu publicznego realizowane są w Gorlicach przez Miejski Zakład Komunikacyjny. Miasto dofinansowuje usługi prowadzone przez tę spółkę. MZK Gorlice obsługuje 12 linii autobusowych na obszarze miasta i sąsiednich gmin.

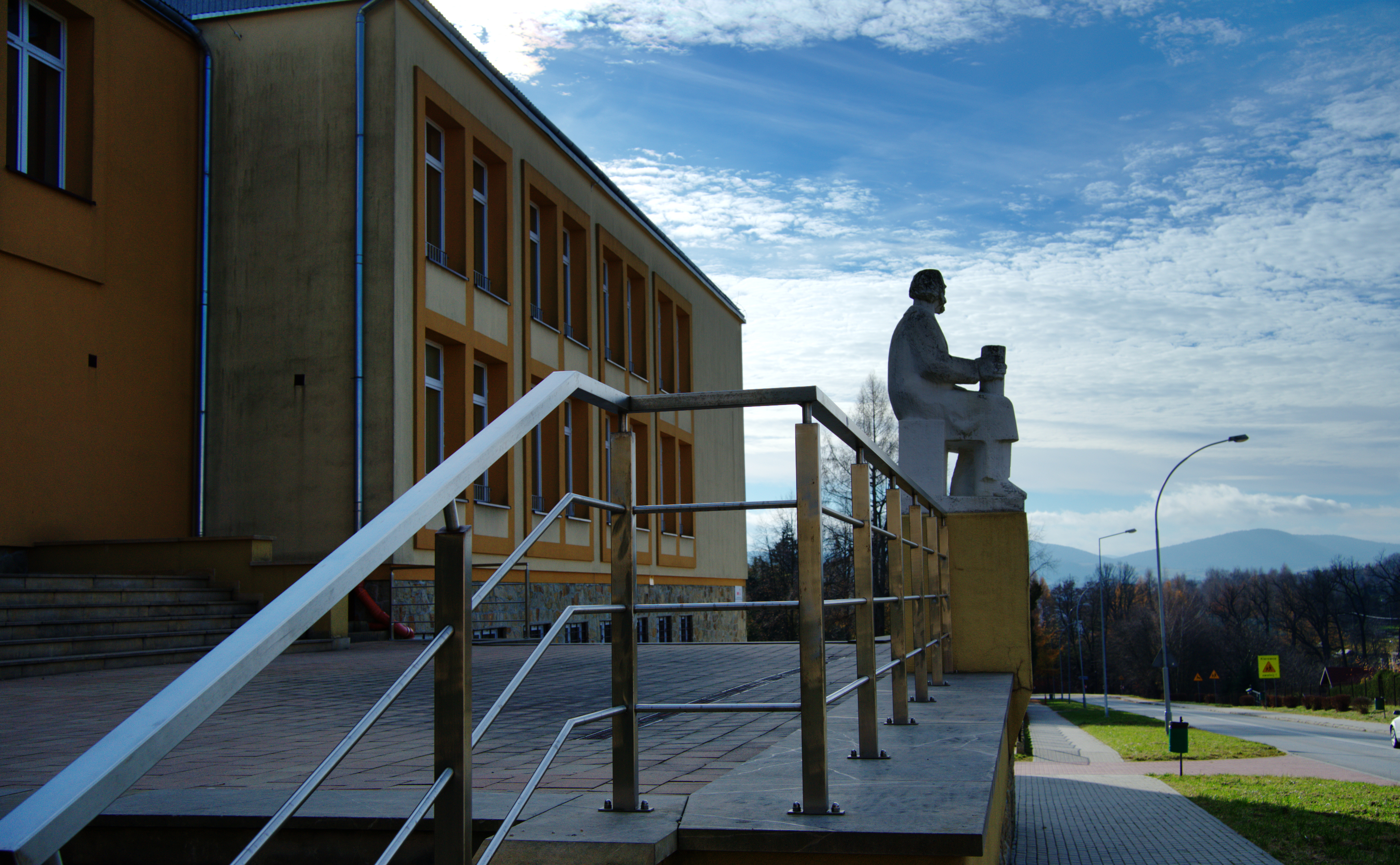
"Górka" - Zespół Szkół nr 1
im. I. Łukasiewicza

### Komunikacja autobusowa
W 2022 roku Gorlicki Dworzec Autobusowy został zlikwidowany. Funkcję dworca spełnia przystanek autobusowy przy ulicy Bardiowskiej.

### Transport lotniczy
W 2012 roku przy ul. Węgierskiej otworzono sanitarne lądowisko dla śmigłowców Lotniczego Pogotowia Ratunkowego.

## Edukacja

### Przedszkola
- Miejskie Przedszkole nr 1, ul. Jagiełły 9
- Miejskie Przedszkole nr 3, ul. Potockiego 7
- Miejskie Przedszkole nr 4, ul. Broniewskiego 11
- Miejskie Przedszkole nr 5, ul. Krakowska 11
- Miejskie Przedszkole nr 8, ul. Hallera 17
- Niepubliczne Przedszkole Sióstr Felicjanek, ul. Krasińskiego 21
- Niepubliczne Przedszkole Sióstr Służebniczek, ul. Jezierskiego 3
- Niepubliczne Przedszkole „Chatka Misia Uszatka”, ul. Wyszyńskiego 21
- Niepubliczne Przedszkole „Wesołe Skrzaty”, ul. Dukielska 73
- Niepubliczne Przedszkole Specjalne Caritas, ul. Konopnickiej 21

### Miejskie zespoły szkół (szkoły podstawowe i przedszkola)
- Miejski Zespół Szkół nr 1 w Gorlicach im. ks. Stanisława Konarskiego, ul. Piękna 9
- Miejski Zespół Szkół nr 3 im. św. Jana Kantego, ul. Wyszyńskiego 16
- Miejski Zespół Szkół nr 4, ul. Krasińskiego 9
- Miejski Zespół Szkół nr 5 im. ks. Jana Twardowskiego, ul. Krakowska 5
- Miejski Zespół Szkół nr 6, ul. Hallera 79

### Szkoły ponadpodstawowe
- Zespół Szkół nr 1 im. I. Łukasiewicza, ul. Wyszyńskiego 18
- I Liceum Ogólnokształcące im. M. Kromera, ul. Kromera 1
- Zespół Szkół Ekonomicznych im. Jana Pawła II, ul. Ariańska 3
- Zespół Szkół Technicznych im. W. Pola, ul. Michalusa 6
- Zespół Szkół Zawodowych im. K. Pułaskiego, ul. Niepodległości 5
- Zespół Jednostek Edukacyjnych Województwa Małopolskiego w Gorlicach

### Szkoły wyższe
- Wydział zamiejscowy Uniwersytetu Ekonomicznego w Krakowie, ul. Niepodległości 5
- Wydział zamiejscowy Małopolskiej Wyższej Szkoły Ekonomicznej w Tarnowie

## Kultura

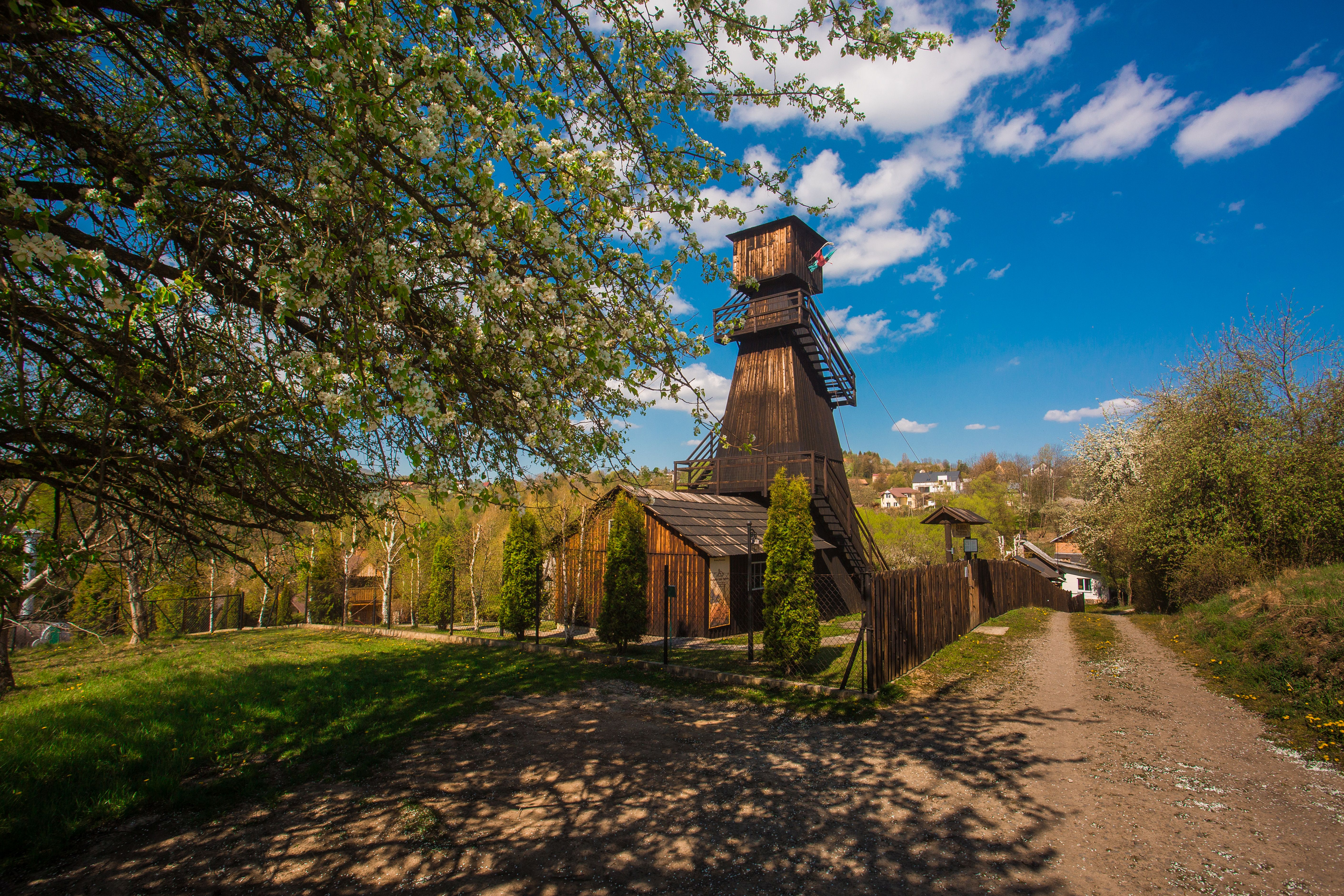
Skansen Przemysłu Naftowego Magdalena

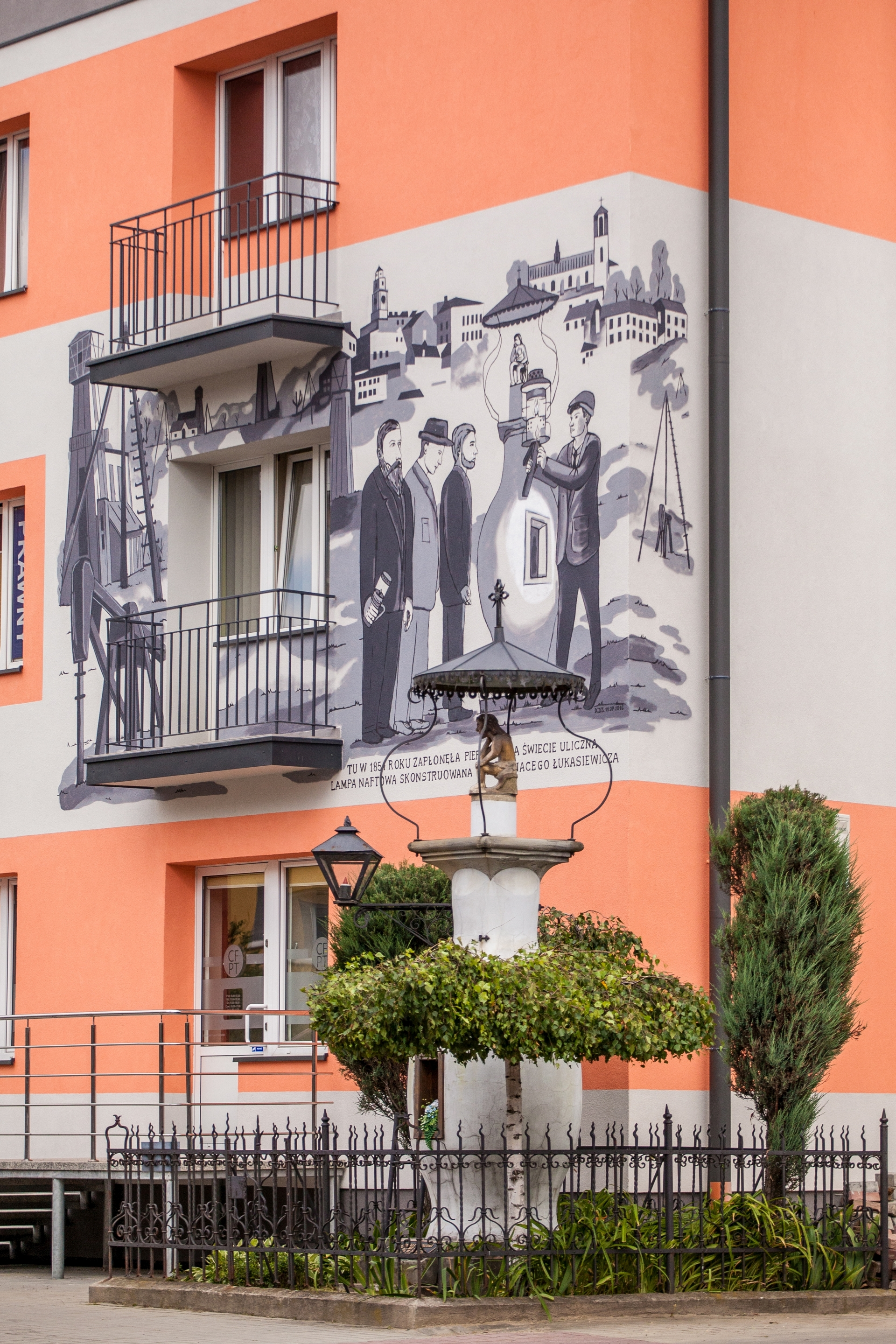
Skrzyżowanie ulic Kościuszki i Węgierskiej w Gorlicach – miejsce, gdzie zapłonęła pierwsza na świecie uliczna lampa naftowa

### Biblioteki
- Miejska Biblioteka Publiczna
- Pedagogiczna Biblioteka Wojewódzka w Nowym Sączu, filia w Gorlicach

### Muzea
- Muzeum Dwory Karwacjanów i Gładyszów – oddział Galeria Sztuki „Dwór Karwacjanów” – ul. Wróblewskiego 10[30];
- Muzeum Regionalne PTTK im. Ignacego Łukasiewicza – ul. Wąska 7/9;
- Muzeum Gorlickiego Kopalnictwa Naftowego – kopalnia „Magdalena”, ul. Lipowa

### Instytucje i stowarzyszenia kulturalne
- Gorlickie Centrum Kultury
- Stowarzyszenie „Klub Gorliczan”
- Stowarzyszenie Lokalna Grupa Działania „Beskid Gorlicki”
- Stowarzyszenie PATRONUS
- Stowarzyszenie Ruska Bursa w Gorlicach
- Stowarzyszenie Historyczne „Bitwa pod Gorlicmi 1915”[31],
- Dom Polsko-Słowacki w Gorlicach

### Inne
- W Gorlicach od 1999 roku odbywa się festiwal muzyki elektronicznej ambient pod nazwą „Międzynarodowe Prezentacje Multimedialne „Ambient Festival”, podczas którego odbywają się koncerty różnych odmian muzyki elektronicznej oraz występują znani artyści polscy i zagraniczni.
- Od września 2015 roku w Gorlicach z inicjatywy pisarza Andrzeja Stasiuka organizowany jest Festiwal im. Zygmunta Haupta[32].
- Regionalny Zespół Taneczny „Pogórzanie”[33].

## Media

### Portale internetowe
- Gorlice24.pl[34]
- TerazGorlice.pl[35]
- HaloGorlice[36]
- Gorlice.pl[37]
- Głos 24[38]

### Prasa
- Gazeta Krakowska
- Kurier Gorlicki
- Kwartalnik Gorlicki
- Głos Gorlicki

### Radio
Rozgłośnie lokalne i regionalne posiadające siedzibę bądź redakcję w Gorlicach:
- Polskie Radio Kraków – oddział Gorlice
- Radio AM Gorlice
- Radio Trendy Krosno

### Telewizja
- Regionalna Telewizja Gorlicka
- Telewizja internetowa Gorlice.TV

## Sport

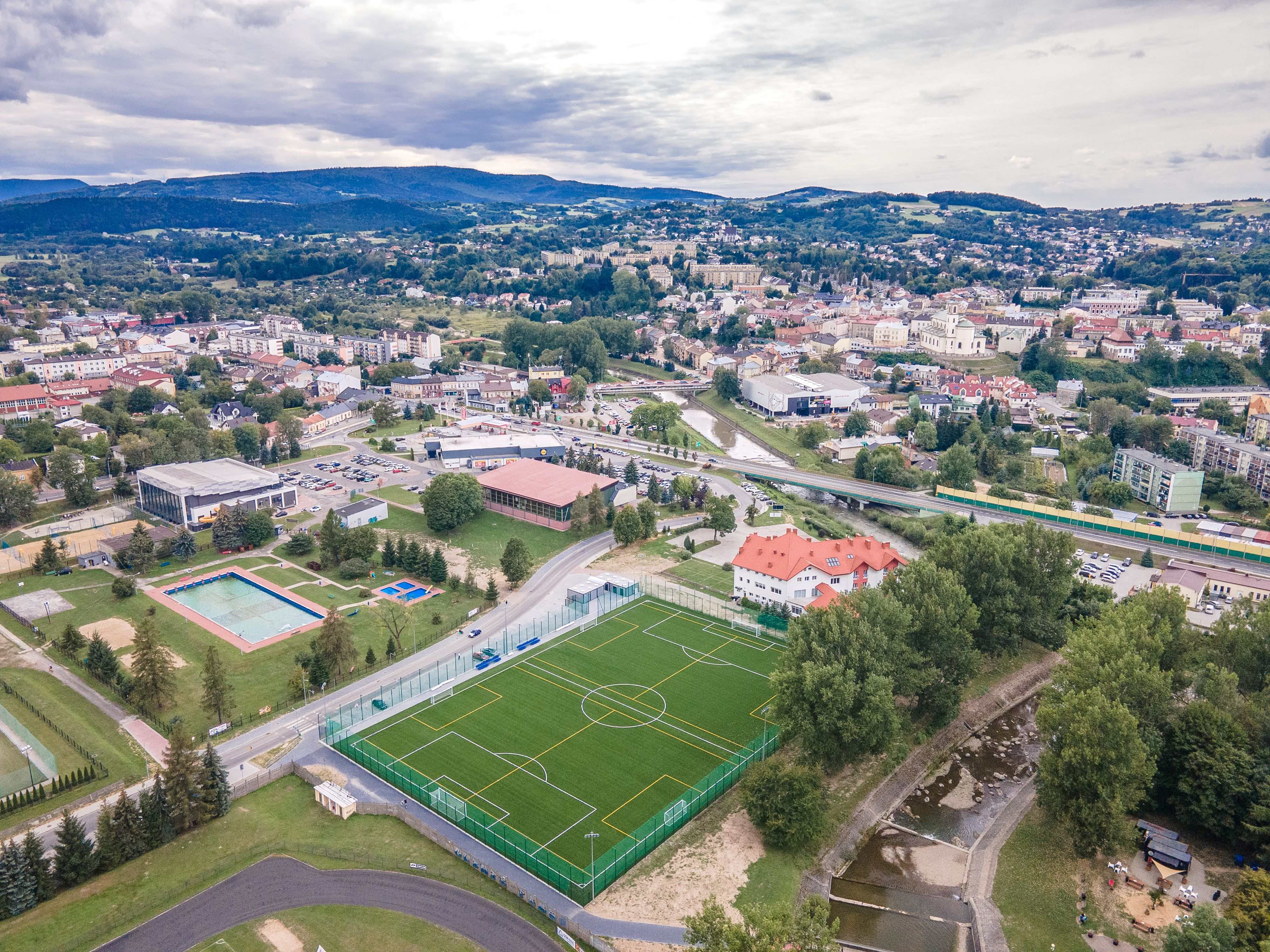
Obiekty sportowe z lotu ptaka

### Większe kluby sportowe
- GKS Glinik – piłka nożna
- Miejski Klub Sportowy w Gorlicach – koszykówka
- KRS Ekstrim – siatkówka kobiet
- Gorlicki Klub Piłki Siatkowej – siatkówka mężczyzn
- MKS Radość – tenis stołowy
- Gorlicki Klub Zapaśniczy – zapasy
- LKS Pogórze – podnoszenie ciężarów
- Maraton Gorlice – klub biegaczy
- Klub Narciarski Magura P&P Gorlice
- Gorlicki Klub Cyklistów – kolarstwo
- Grupetto Gorlice – kolarstwo i biegi

### Obiekty sportowe
- Stadion OSiR im. Maksymiliana Kumorkiewicza – piłka nożna
- Hala Widowiskowo-Sportowa OSiR im. prof. Jana Dziopka – przystosowana do uprawiania dyscyplin sportowych: piłka ręczna, piłka nożna, koszykówka, siatkówka, badminton, tenis stołowy, unihokej
- Kryta Pływalnia „Fala”
- Basen sezonowy (odkryty) OSiR
- Sztuczne lodowisko OSiR
- Sala gimnastyczna – Międzyszkolny Ośrodek Sportowy
- Korty tenisowe
- Strzelnica – Rejonowy Ośrodek Szkolenia LOK

## Szlaki turystyczne
- Gorlicka Golgota Szlak zielony: Gorlice – Ożenna – od stacji PKP w Gorlicach przez: Wapienne, Magurę Wątkowską, Nowy Żmigród

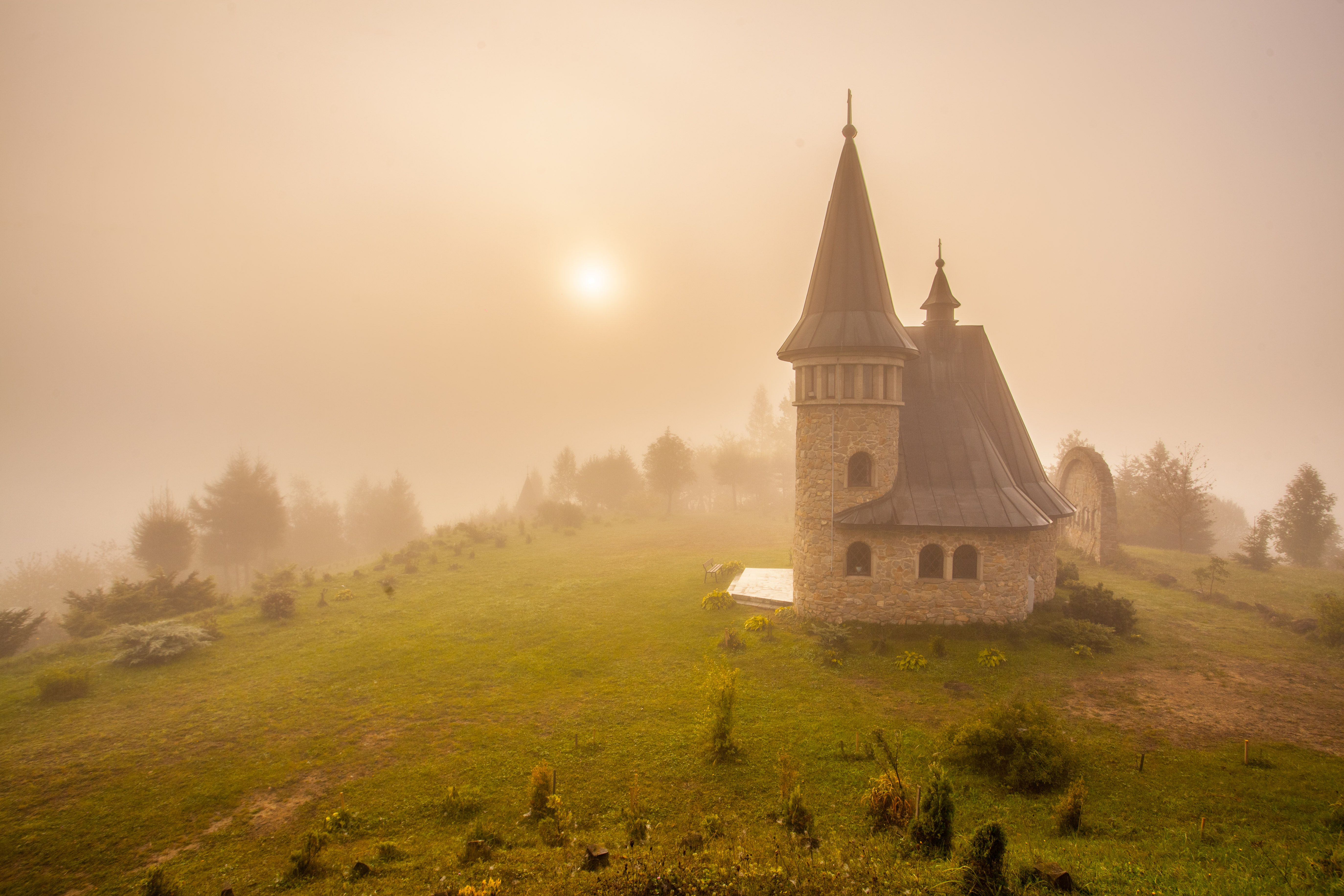
Gorlicka Golgota

- Szlak niebieski: Bartne – Szalowa

– od stacji PKP w Gorlicach przez: Łysą Górę do Szalowej
– od stacji PKP w Gorlicach przez: Magurę Małastowską do Bartnego
- Szlak żółty: Gorlice stacja PKP – Bartnia Góra (góra) – Bielanka – Miejska Góra – Ropa – Wawrzka – Florynka – Jamnica
- od ul. Korczaka – cmentarz nr 91 – Stróżówka (szlak cmentarny poprowadzony tak jak szlak niebieski)

## Wspólnoty wyznaniowe

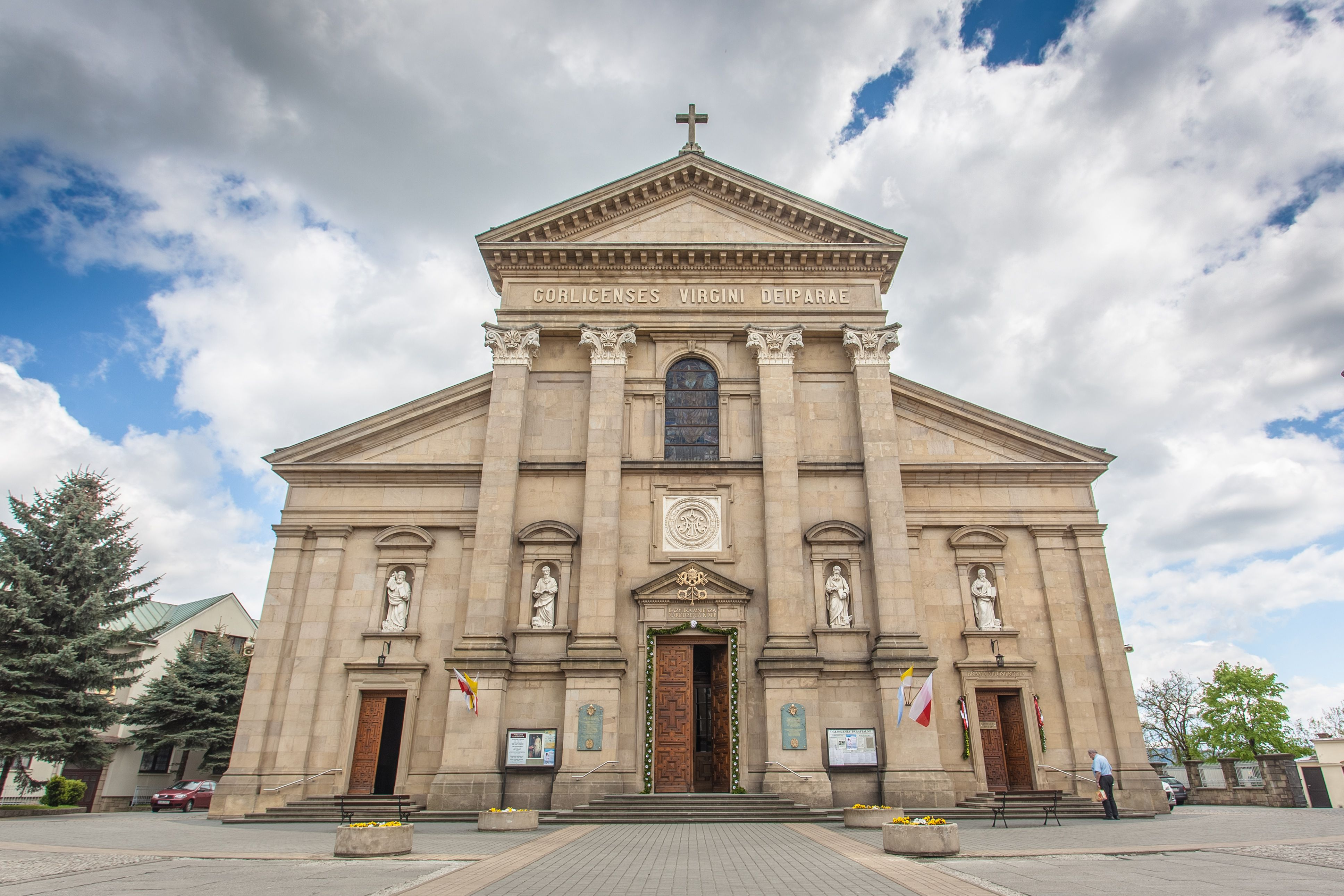
Bazylika Mniejsza Narodzenia Najświętszej Maryi Panny

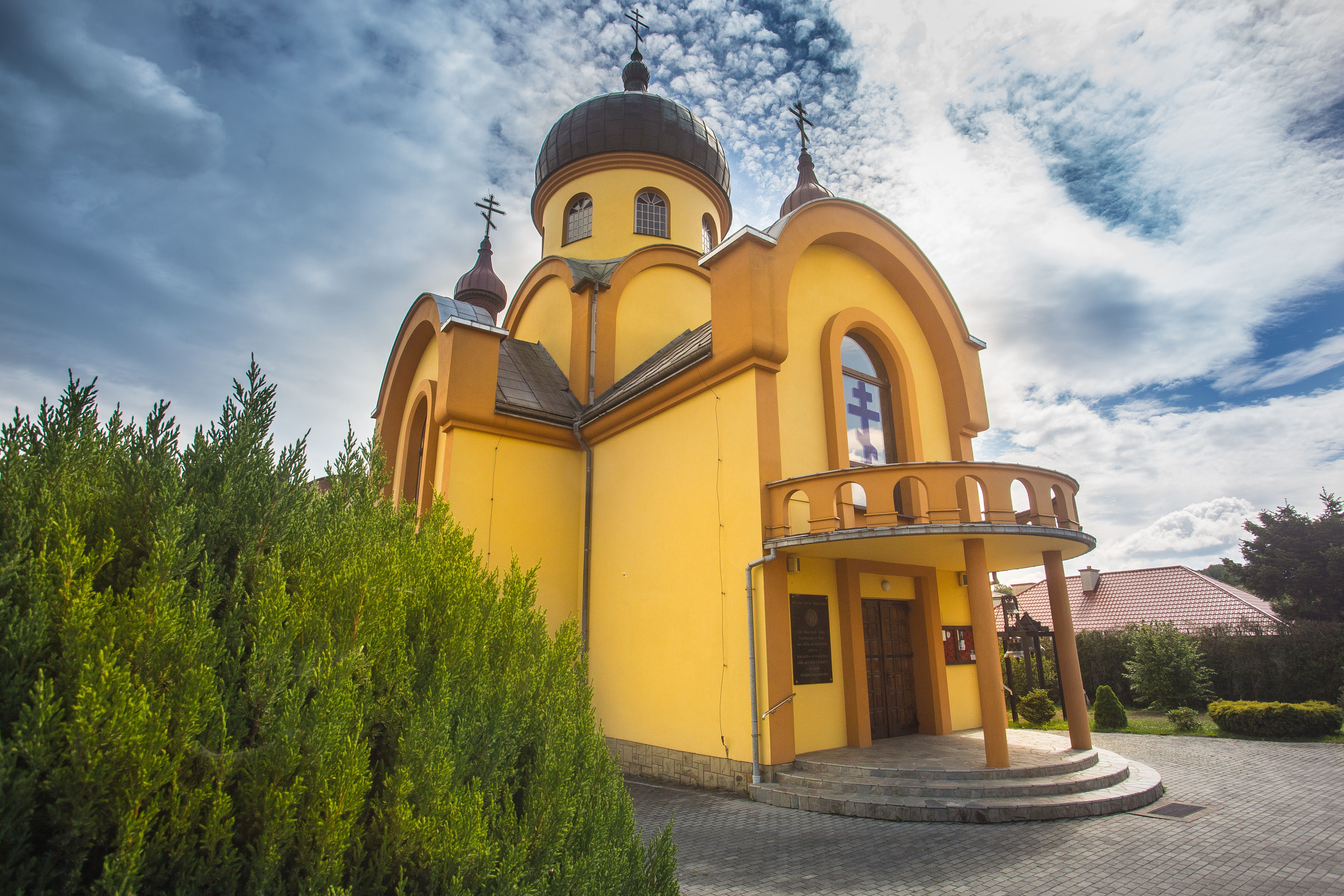
Prawosławny sobór katedralny Świętej Trójcy

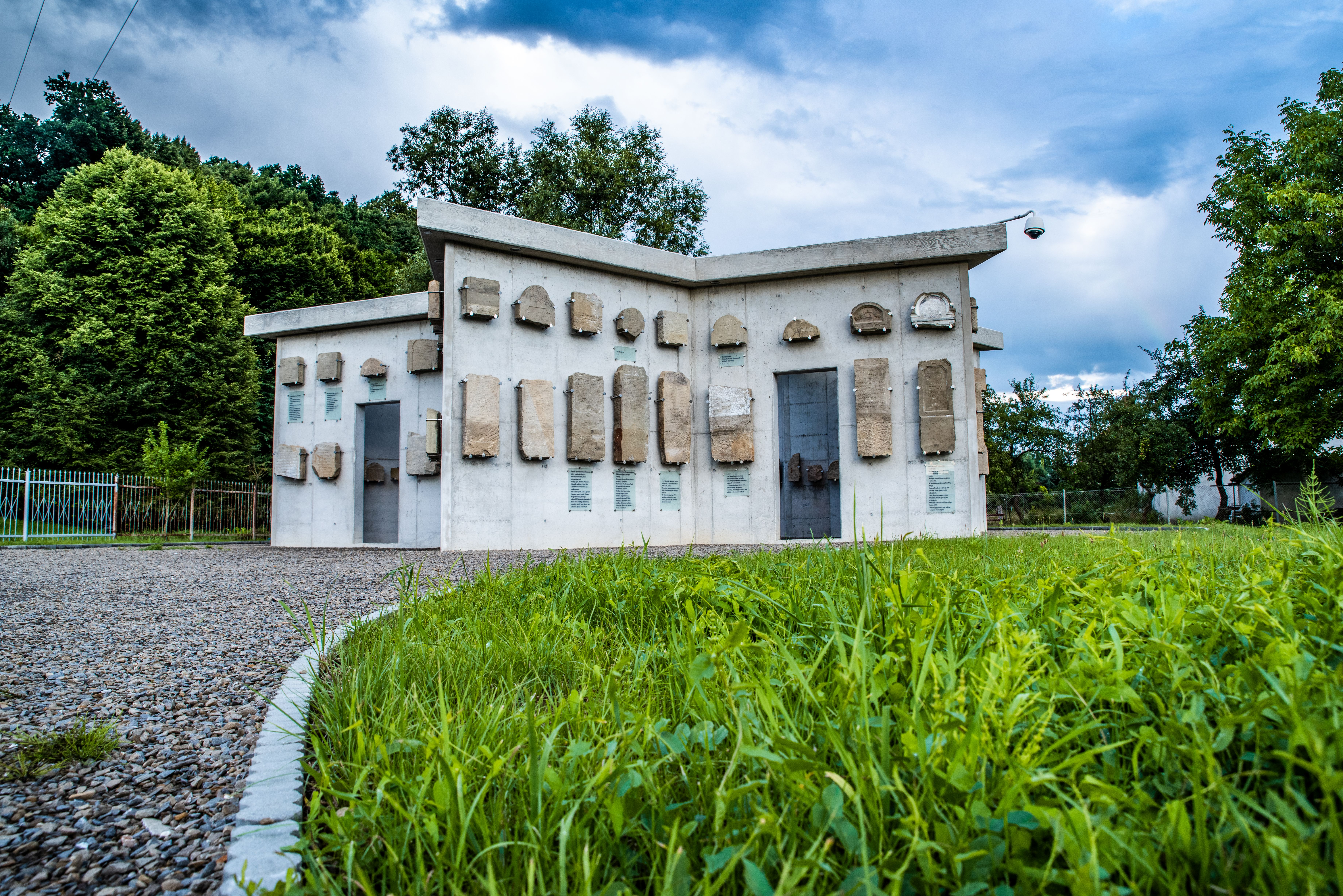
Sidur Przechodniów przy ul. Stróżowskiej w Gorlicach

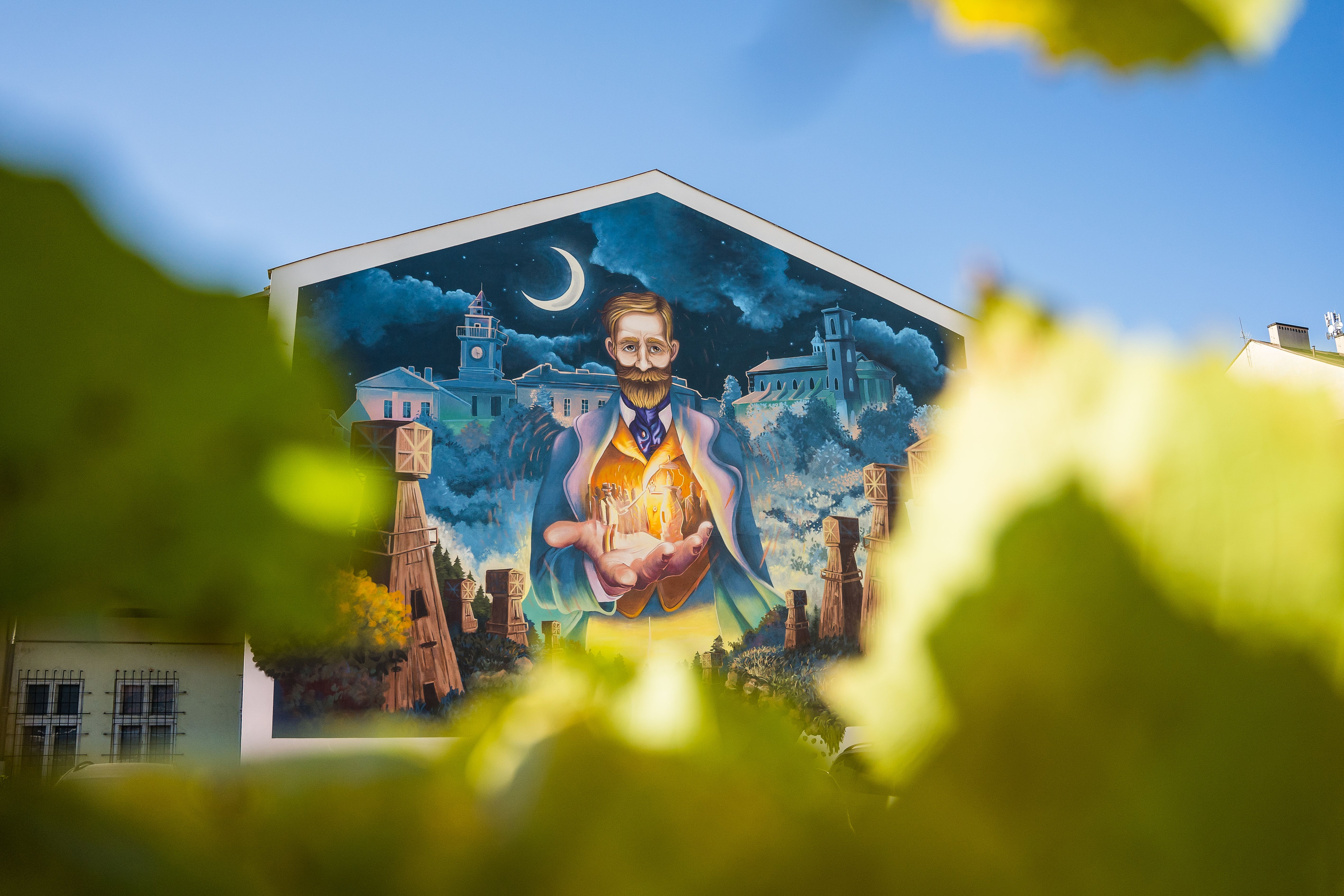
Mural Ignacego Łukasiewicza przy ul. Wąskiej

- Chrześcijańska Wspólnota Ewangeliczna:
  - placówka misyjna w Gorlicach[39]
- Ewangeliczna Wspólnota Zielonoświątkowa:
  - zbór w Gorlicach[40]
- Kościół Adwentystów Dnia Siódmego:
  - zbór w Gorlicach[41]
- Kościół greckokatolicki: 
  - parafia Przemienienia Pańskiego[42]
- Kościół rzymskokatolicki:
  - parafia Narodzenia Najświętszej Maryi Panny[43]
  - parafia św. Andrzeja Boboli[44]
  - parafia św. Jadwigi Królowej[45]
  - parafia Matki Bożej Nieustającej Pomocy[46]
  - parafia św. Wawrzyńca Diakona i Męczennika w Zagórzanach (diecezja tarnowska)[47]:
- Kościół Zielonoświątkowy:
  - zbór „Syloe”[48]
- Polski Autokefaliczny Kościół Prawosławny:

Od 2009 roku w Gorlice są siedzibą biskupa Paisjusza (Martyniuka), ordynariusza diecezji przemysko-gorlickiej. W związku z tym cerkiew gorlicka została podniesiona do rangi soboru.
- parafia katedralna Świętej Trójcy[49]

Świadkowie Jehowy:
- zbór w Golicach, Sala Królestwa ul. Stróżowska 56[50]

Od 2015 patronką miasta jest Matka Boża Niepokalana.

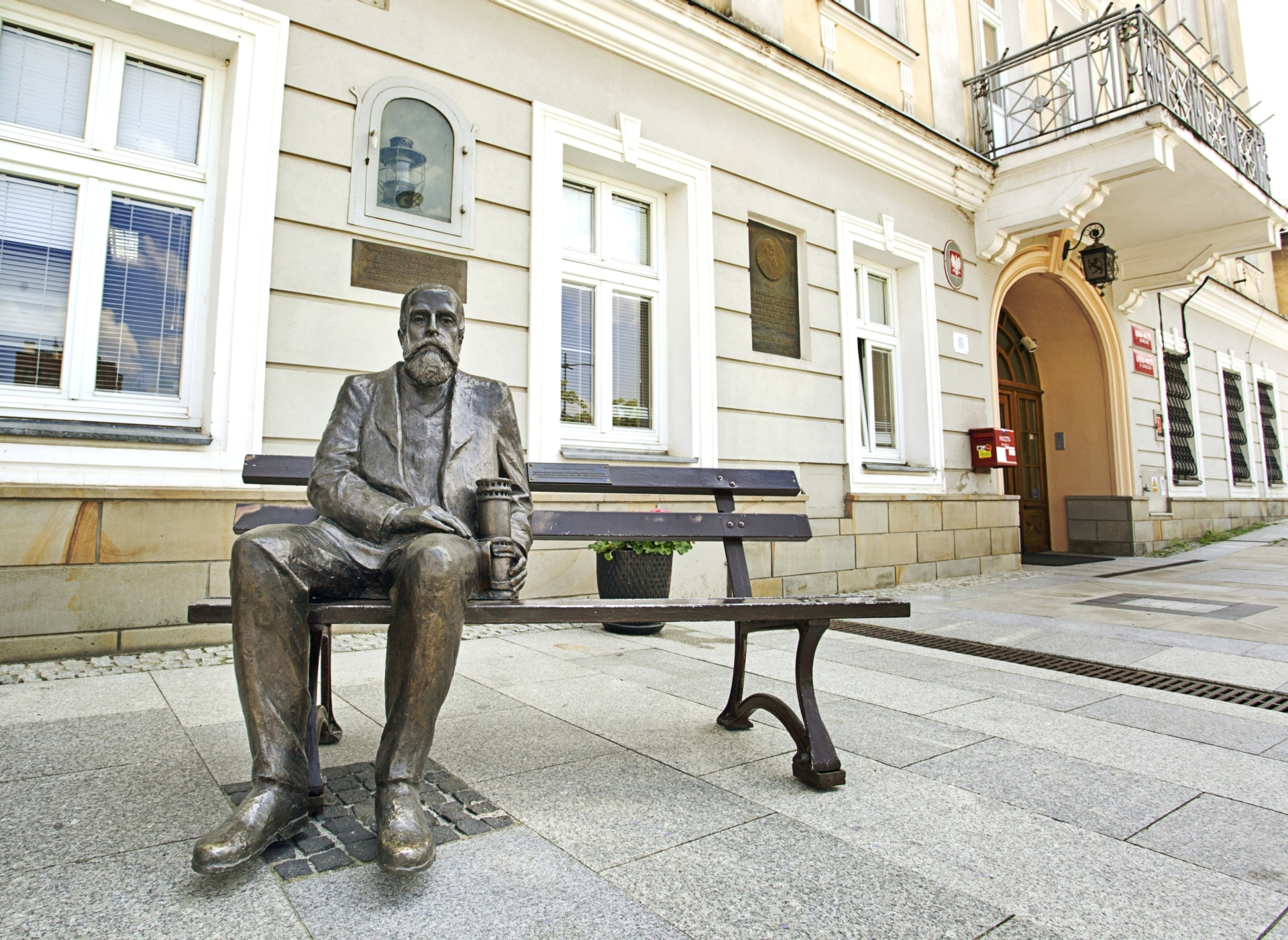
Ławeczka Ignacego Łukasiewicza w Gorlicach

## Miasta partnerskie
Miasta partnerskie Gorlic:
- Bardejov, Słowacja
- Kałusz, Ukraina
- Nyíregyháza, Węgry
- Pápa, Węgry
- Sosnowiec, Polska

## Ludzie związani z Gorlicami

### Urodzili się
- Antoni Reichenberg (ur. 7 czerwca 1825 w Gorlicach, zm. 23 stycznia 1903 w Tarnopolu) – polski ksiądz, jezuita, artysta.
- Ewa Wachowicz (ur. 19 października 1970 w Gorlicach) – polska producentka, dziennikarka i prezenterka telewizyjna. Miss Polonia 1992, sekretarz prasowy premiera Waldemara Pawlaka w latach 1993–1995.

### Honorowi obywatele miasta
- Władysław Długosz – od 11 września 1913 r.
- Bronisław Świeykowski – od 4 lipca 1921 r.
- Józef Piłsudski – od 9 listopada 1933 r.
- Felicjan Sławoj Składkowski – od 22 marca 1939 r.
- Eugeniusz Kwiatkowski – od 22 marca 1939 r.
- Włodzimierz Kunz – od 17 listopada 1994 r.
- Jerzy Hoffman – od 26 lutego 1999 r.
- Marian Zgórniak – od 25 kwietnia 2002 r.
- Józef Micek – od 19 lutego 2004 r.
- István Kovács – od 19 lutego 2004 r.
- Kazimierz Kotwica – od 24 lutego 2012 r.
- Vladislav Sendecki – od 3 maja 2017 r.